# Lista de asteroides (181001-182000)
Esta é uma lista parcial de asteroides, do asteroide número 181001 até o 182000, inclusive. Veja também o índice com todas as listas disponíveis.

| Objeto Próximos à Terra | Cinturão de asteroides (interno) | Cinturão de asteroides (externo) | Centauro       |
| Cruzador de Marte       | Cinturão de asteroides (meio)    | Troianos de Júpiter              | Transnetuniano |

Veja mais dados de cada asteroide na ligação externa para o Minor Planet Center na última coluna.
Índice: 181001... 181101... 181201... 181301... 181401... 181501... 181601... 181701... 181801... 181901... 

## 181001–181100
| Designação  | Designação | Descoberta  | Descoberta        | Descobridor(es)          | Categoria | Mais informações / Referência |
| Permanente  | Provisória | Data        | Local             | Descobridor(es)          | Categoria | Mais informações / Referência |
| ----------- | ---------- | ----------- | ----------------- | ------------------------ | --------- | ----------------------------- |
| 181001      | 2005 ND40  | 3 jul 2005  | Mount Lemmon      | Mount Lemmon Survey      | —         | MPC                           |
| 181002      | 2005 NG45  | 5 jul 2005  | Mount Lemmon      | Mount Lemmon Survey      | —         | MPC                           |
| 181003      | 2005 NJ47  | 7 jul 2005  | Kitt Peak         | Spacewatch               | Chloris   | MPC                           |
| 181004      | 2005 NU47  | 7 jul 2005  | Kitt Peak         | Spacewatch               | —         | MPC                           |
| 181005      | 2005 NX48  | 4 jul 2005  | Palomar           | NEAT                     | —         | MPC                           |
| 181006      | 2005 ND54  | 10 jul 2005 | Kitt Peak         | Spacewatch               | —         | MPC                           |
| 181007      | 2005 NG55  | 10 jul 2005 | Kitt Peak         | Spacewatch               | Brangane  | MPC                           |
| 181008      | 2005 NH57  | 5 jul 2005  | Palomar           | NEAT                     | —         | MPC                           |
| 181009      | 2005 NE63  | 13 jul 2005 | RAS               | A. Lowe                  | —         | MPC                           |
| 181010      | 2005 NA64  | 1 jul 2005  | Kitt Peak         | Spacewatch               | —         | MPC                           |
| 181011      | 2005 NM65  | 1 jul 2005  | Kitt Peak         | Spacewatch               | —         | MPC                           |
| 181012      | 2005 NE67  | 2 jul 2005  | Kitt Peak         | Spacewatch               | —         | MPC                           |
| 181013      | 2005 NU73  | 9 jul 2005  | Kitt Peak         | Spacewatch               | —         | MPC                           |
| 181014      | 2005 ND74  | 9 jul 2005  | Kitt Peak         | Spacewatch               | —         | MPC                           |
| 181015      | 2005 NU77  | 11 jul 2005 | Mount Lemmon      | Mount Lemmon Survey      | —         | MPC                           |
| 181016      | 2005 ND78  | 11 jul 2005 | Kitt Peak         | Spacewatch               | —         | MPC                           |
| 181017      | 2005 NK78  | 11 jul 2005 | Kitt Peak         | Spacewatch               | —         | MPC                           |
| 181018      | 2005 NU80  | 12 jul 2005 | Bergisch Gladbach | W. Bickel                | —         | MPC                           |
| 181019      | 2005 NY84  | 2 jul 2005  | Kitt Peak         | Spacewatch               | Ursula    | MPC                           |
| 181020      | 2005 NW86  | 3 jul 2005  | Mount Lemmon      | Mount Lemmon Survey      | —         | MPC                           |
| 181021      | 2005 NQ97  | 9 jul 2005  | Kitt Peak         | Spacewatch               | —         | MPC                           |
| 181022      | 2005 ND101 | 10 jul 2005 | Kitt Peak         | Spacewatch               | —         | MPC                           |
| 181023      | 2005 NW107 | 7 jul 2005  | Mauna Kea         | C. Veillet               | —         | MPC                           |
| 181024      | 2005 NM115 | 7 jul 2005  | Mauna Kea         | C. Veillet               | —         | MPC                           |
| 181025      | 2005 OU3   | 28 jul 2005 | Reedy Creek       | J. Broughton             | —         | MPC                           |
| 181026      | 2005 OX3   | 29 jul 2005 | Palomar           | NEAT                     | —         | MPC                           |
| 181027      | 2005 OR6   | 28 jul 2005 | Palomar           | NEAT                     | —         | MPC                           |
| 181028      | 2005 OW9   | 27 jul 2005 | Palomar           | NEAT                     | —         | MPC                           |
| 181029      | 2005 OX9   | 27 jul 2005 | Palomar           | NEAT                     | —         | MPC                           |
| 181030      | 2005 OP11  | 28 jul 2005 | Palomar           | NEAT                     | —         | MPC                           |
| 181031      | 2005 OX11  | 29 jul 2005 | Palomar           | NEAT                     | —         | MPC                           |
| 181032      | 2005 OO12  | 29 jul 2005 | Palomar           | NEAT                     | Brangane  | MPC                           |
| 181033      | 2005 OX12  | 29 jul 2005 | Palomar           | NEAT                     | —         | MPC                           |
| 181034      | 2005 OM19  | 28 jul 2005 | Palomar           | NEAT                     | —         | MPC                           |
| 181035      | 2005 OO20  | 28 jul 2005 | Palomar           | NEAT                     | —         | MPC                           |
| 181036      | 2005 OV20  | 28 jul 2005 | Palomar           | NEAT                     | —         | MPC                           |
| 181037      | 2005 OE22  | 29 jul 2005 | Palomar           | NEAT                     | —         | MPC                           |
| 181038      | 2005 OZ22  | 29 jul 2005 | Palomar           | NEAT                     | —         | MPC                           |
| 181039      | 2005 OH24  | 30 jul 2005 | Palomar           | NEAT                     | —         | MPC                           |
| 181040      | 2005 OM25  | 31 jul 2005 | Palomar           | NEAT                     | —         | MPC                           |
| 181041      | 2005 OB28  | 30 jul 2005 | Palomar           | NEAT                     | —         | MPC                           |
| 181042      | 2005 OF29  | 16 jul 2005 | Catalina          | CSS                      | —         | MPC                           |
| 181043 Anan | 2005 PV    | 4 ago 2005  | Nakagawa          | H. Hori, H. Maeno        | —         | MPC                           |
| 181044      | 2005 PE1   | 1 ago 2005  | Siding Spring     | SSS                      | —         | MPC                           |
| 181045      | 2005 PU1   | 1 ago 2005  | Siding Spring     | SSS                      | Brangane  | MPC                           |
| 181046      | 2005 PU2   | 2 ago 2005  | Socorro           | LINEAR                   | Mitidika  | MPC                           |
| 181047      | 2005 PJ3   | 4 ago 2005  | Palomar           | NEAT                     | —         | MPC                           |
| 181048      | 2005 PS3   | 6 ago 2005  | Reedy Creek       | J. Broughton             | —         | MPC                           |
| 181049      | 2005 PH4   | 4 ago 2005  | Palomar           | NEAT                     | —         | MPC                           |
| 181050      | 2005 PB5   | 2 ago 2005  | Reedy Creek       | J. Broughton             | —         | MPC                           |
| 181051      | 2005 PC5   | 6 ago 2005  | Reedy Creek       | J. Broughton             | —         | MPC                           |
| 181052      | 2005 PO8   | 4 ago 2005  | Palomar           | NEAT                     | —         | MPC                           |
| 181053      | 2005 PH9   | 4 ago 2005  | Palomar           | NEAT                     | —         | MPC                           |
| 181054      | 2005 PZ11  | 4 ago 2005  | Palomar           | NEAT                     | —         | MPC                           |
| 181055      | 2005 PA14  | 4 ago 2005  | Palomar           | NEAT                     | —         | MPC                           |
| 181056      | 2005 PX17  | 11 ago 2005 | Pla D'Arguines    | R. Ferrando, M. Ferrando | —         | MPC                           |
| 181057      | 2005 PT18  | 9 ago 2005  | Socorro           | LINEAR                   | —         | MPC                           |
| 181058      | 2005 PQ19  | 6 ago 2005  | Palomar           | NEAT                     | —         | MPC                           |
| 181059      | 2005 QJ1   | 22 ago 2005 | Palomar           | NEAT                     | —         | MPC                           |
| 181060      | 2005 QX1   | 22 ago 2005 | Palomar           | NEAT                     | —         | MPC                           |
| 181061      | 2005 QF2   | 24 ago 2005 | Palomar           | NEAT                     | —         | MPC                           |
| 181062      | 2005 QG2   | 24 ago 2005 | Palomar           | NEAT                     | —         | MPC                           |
| 181063      | 2005 QP4   | 24 ago 2005 | Palomar           | NEAT                     | —         | MPC                           |
| 181064      | 2005 QT4   | 24 ago 2005 | Palomar           | NEAT                     | —         | MPC                           |
| 181065      | 2005 QY5   | 24 ago 2005 | Palomar           | NEAT                     | —         | MPC                           |
| 181066      | 2005 QC6   | 24 ago 2005 | Palomar           | NEAT                     | —         | MPC                           |
| 181067      | 2005 QG9   | 25 ago 2005 | Palomar           | NEAT                     | —         | MPC                           |
| 181068      | 2005 QA12  | 24 ago 2005 | Palomar           | NEAT                     | —         | MPC                           |
| 181069      | 2005 QF15  | 25 ago 2005 | Palomar           | NEAT                     | —         | MPC                           |
| 181070      | 2005 QG15  | 25 ago 2005 | Palomar           | NEAT                     | —         | MPC                           |
| 181071      | 2005 QH19  | 25 ago 2005 | Campo Imperatore  | CINEOS                   | Ursula    | MPC                           |
| 181072      | 2005 QJ19  | 25 ago 2005 | Campo Imperatore  | CINEOS                   | —         | MPC                           |
| 181073      | 2005 QQ19  | 25 ago 2005 | Campo Imperatore  | CINEOS                   | —         | MPC                           |
| 181074      | 2005 QQ20  | 26 ago 2005 | Anderson Mesa     | LONEOS                   | —         | MPC                           |
| 181075      | 2005 QT20  | 26 ago 2005 | Anderson Mesa     | LONEOS                   | —         | MPC                           |
| 181076      | 2005 QG23  | 27 ago 2005 | Anderson Mesa     | LONEOS                   | Phocaea   | MPC                           |
| 181077      | 2005 QB26  | 27 ago 2005 | Kitt Peak         | Spacewatch               | —         | MPC                           |
| 181078      | 2005 QH26  | 27 ago 2005 | Kitt Peak         | Spacewatch               | —         | MPC                           |
| 181079      | 2005 QO27  | 27 ago 2005 | Kitt Peak         | Spacewatch               | —         | MPC                           |
| 181080      | 2005 QP31  | 22 ago 2005 | Siding Spring     | SSS                      | —         | MPC                           |
| 181081      | 2005 QM36  | 25 ago 2005 | Palomar           | NEAT                     | —         | MPC                           |
| 181082      | 2005 QC37  | 25 ago 2005 | Palomar           | NEAT                     | —         | MPC                           |
| 181083      | 2005 QY37  | 25 ago 2005 | Palomar           | NEAT                     | —         | MPC                           |
| 181084      | 2005 QN38  | 25 ago 2005 | Campo Imperatore  | CINEOS                   | —         | MPC                           |
| 181085      | 2005 QF42  | 26 ago 2005 | Anderson Mesa     | LONEOS                   | —         | MPC                           |
| 181086      | 2005 QL46  | 26 ago 2005 | Palomar           | NEAT                     | —         | MPC                           |
| 181087      | 2005 QW47  | 26 ago 2005 | Palomar           | NEAT                     | —         | MPC                           |
| 181088      | 2005 QB50  | 26 ago 2005 | Palomar           | NEAT                     | Ursula    | MPC                           |
| 181089      | 2005 QV51  | 27 ago 2005 | Anderson Mesa     | LONEOS                   | Brangane  | MPC                           |
| 181090      | 2005 QB52  | 27 ago 2005 | Anderson Mesa     | LONEOS                   | —         | MPC                           |
| 181091      | 2005 QW53  | 28 ago 2005 | Kitt Peak         | Spacewatch               | Mitidika  | MPC                           |
| 181092      | 2005 QN55  | 28 ago 2005 | Anderson Mesa     | LONEOS                   | —         | MPC                           |
| 181093      | 2005 QB56  | 28 ago 2005 | Kitt Peak         | Spacewatch               | —         | MPC                           |
| 181094      | 2005 QF56  | 28 ago 2005 | Haleakalā         | NEAT                     | —         | MPC                           |
| 181095      | 2005 QE59  | 25 ago 2005 | Palomar           | NEAT                     | —         | MPC                           |
| 181096      | 2005 QC61  | 26 ago 2005 | Palomar           | NEAT                     | —         | MPC                           |
| 181097      | 2005 QG64  | 26 ago 2005 | Palomar           | NEAT                     | —         | MPC                           |
| 181098      | 2005 QW64  | 26 ago 2005 | Anderson Mesa     | LONEOS                   | —         | MPC                           |
| 181099      | 2005 QC66  | 27 ago 2005 | Anderson Mesa     | LONEOS                   | —         | MPC                           |
| 181100      | 2005 QV69  | 29 ago 2005 | Socorro           | LINEAR                   | Mitidika  | MPC                           |

## 181101–181200
| Designação         | Designação | Descoberta  | Descoberta       | Descobridor(es)     | Categoria | Mais informações / Referência |
| Permanente         | Provisória | Data        | Local            | Descobridor(es)     | Categoria | Mais informações / Referência |
| ------------------ | ---------- | ----------- | ---------------- | ------------------- | --------- | ----------------------------- |
| 181101             | 2005 QA70  | 29 ago 2005 | Socorro          | LINEAR              | —         | MPC                           |
| 181102             | 2005 QB71  | 29 ago 2005 | Socorro          | LINEAR              | Brangane  | MPC                           |
| 181103             | 2005 QQ71  | 29 ago 2005 | Anderson Mesa    | LONEOS              | —         | MPC                           |
| 181104             | 2005 QD72  | 29 ago 2005 | Anderson Mesa    | LONEOS              | —         | MPC                           |
| 181105             | 2005 QO72  | 29 ago 2005 | Kitt Peak        | Spacewatch          | Maria     | MPC                           |
| 181106             | 2005 QW73  | 29 ago 2005 | Anderson Mesa    | LONEOS              | —         | MPC                           |
| 181107             | 2005 QN76  | 24 ago 2005 | Palomar          | NEAT                | Brangane  | MPC                           |
| 181108             | 2005 QS76  | 28 ago 2005 | Saint-Véran      | Saint-Véran Obs.    | —         | MPC                           |
| 181109             | 2005 QZ80  | 28 ago 2005 | Siding Spring    | SSS                 | —         | MPC                           |
| 181110             | 2005 QO85  | 30 ago 2005 | Kitt Peak        | Spacewatch          | —         | MPC                           |
| 181111             | 2005 QJ88  | 24 ago 2005 | Reedy Creek      | J. Broughton        | —         | MPC                           |
| 181112             | 2005 QL91  | 25 ago 2005 | Campo Imperatore | CINEOS              | —         | MPC                           |
| 181113             | 2005 QS92  | 26 ago 2005 | Palomar          | NEAT                | —         | MPC                           |
| 181114             | 2005 QK93  | 26 ago 2005 | Palomar          | NEAT                | —         | MPC                           |
| 181115             | 2005 QF94  | 27 ago 2005 | Palomar          | NEAT                | —         | MPC                           |
| 181116             | 2005 QN95  | 27 ago 2005 | Palomar          | NEAT                | —         | MPC                           |
| 181117             | 2005 QH98  | 27 ago 2005 | Palomar          | NEAT                | —         | MPC                           |
| 181118             | 2005 QM98  | 27 ago 2005 | Palomar          | NEAT                | Brangane  | MPC                           |
| 181119             | 2005 QO106 | 27 ago 2005 | Palomar          | NEAT                | —         | MPC                           |
| 181120             | 2005 QM109 | 27 ago 2005 | Palomar          | NEAT                | —         | MPC                           |
| 181121             | 2005 QD110 | 27 ago 2005 | Palomar          | NEAT                | —         | MPC                           |
| 181122             | 2005 QV111 | 27 ago 2005 | Palomar          | NEAT                | —         | MPC                           |
| 181123             | 2005 QX111 | 27 ago 2005 | Palomar          | NEAT                | —         | MPC                           |
| 181124             | 2005 QN112 | 27 ago 2005 | Palomar          | NEAT                | —         | MPC                           |
| 181125             | 2005 QY114 | 27 ago 2005 | Palomar          | NEAT                | —         | MPC                           |
| 181126             | 2005 QN115 | 27 ago 2005 | Palomar          | NEAT                | —         | MPC                           |
| 181127             | 2005 QZ124 | 28 ago 2005 | Kitt Peak        | Spacewatch          | —         | MPC                           |
| 181128             | 2005 QA127 | 28 ago 2005 | Kitt Peak        | Spacewatch          | —         | MPC                           |
| 181129             | 2005 QN135 | 28 ago 2005 | Kitt Peak        | Spacewatch          | Eos       | MPC                           |
| 181130             | 2005 QM137 | 28 ago 2005 | Kitt Peak        | Spacewatch          | —         | MPC                           |
| 181131             | 2005 QC139 | 28 ago 2005 | Kitt Peak        | Spacewatch          | —         | MPC                           |
| 181132             | 2005 QW140 | 29 ago 2005 | Anderson Mesa    | LONEOS              | —         | MPC                           |
| 181133             | 2005 QH142 | 30 ago 2005 | Socorro          | LINEAR              | —         | MPC                           |
| 181134             | 2005 QO149 | 28 ago 2005 | Siding Spring    | SSS                 | —         | MPC                           |
| 181135             | 2005 QW150 | 30 ago 2005 | Kitt Peak        | Spacewatch          | —         | MPC                           |
| 181136 Losonczrita | 2005 QA152 | 25 ago 2005 | Piszkéstető      | Piszkéstető Stn.    | —         | MPC                           |
| 181137             | 2005 QX155 | 30 ago 2005 | Palomar          | NEAT                | —         | MPC                           |
| 181138             | 2005 QZ156 | 30 ago 2005 | Palomar          | NEAT                | —         | MPC                           |
| 181139             | 2005 QZ157 | 26 ago 2005 | Palomar          | NEAT                | —         | MPC                           |
| 181140             | 2005 QW165 | 31 ago 2005 | Palomar          | NEAT                | —         | MPC                           |
| 181141             | 2005 QN171 | 29 ago 2005 | Palomar          | NEAT                | —         | MPC                           |
| 181142             | 2005 QF174 | 31 ago 2005 | Kitt Peak        | Spacewatch          | —         | MPC                           |
| 181143             | 2005 QM174 | 31 ago 2005 | Kitt Peak        | Spacewatch          | —         | MPC                           |
| 181144             | 2005 QJ177 | 27 ago 2005 | Kitt Peak        | Spacewatch          | Themis    | MPC                           |
| 181145             | 2005 QC178 | 24 ago 2005 | Palomar          | NEAT                | —         | MPC                           |
| 181146             | 2005 QY178 | 31 ago 2005 | Kitt Peak        | Spacewatch          | —         | MPC                           |
| 181147             | 2005 RF3   | 4 set 2005  | Marly            | Naef Obs.           | Brangane  | MPC                           |
| 181148             | 2005 RL3   | 3 set 2005  | Palomar          | NEAT                | —         | MPC                           |
| 181149             | 2005 RV6   | 5 set 2005  | Haleakalā        | NEAT                | —         | MPC                           |
| 181150             | 2005 RD7   | 6 set 2005  | Anderson Mesa    | LONEOS              | —         | MPC                           |
| 181151             | 2005 RG8   | 8 set 2005  | Socorro          | LINEAR              | —         | MPC                           |
| 181152             | 2005 RE15  | 1 set 2005  | Kitt Peak        | Spacewatch          | —         | MPC                           |
| 181153             | 2005 RL22  | 10 set 2005 | Anderson Mesa    | LONEOS              | —         | MPC                           |
| 181154             | 2005 RX22  | 6 set 2005  | Anderson Mesa    | LONEOS              | —         | MPC                           |
| 181155             | 2005 RC24  | 11 set 2005 | Kitt Peak        | Spacewatch          | —         | MPC                           |
| 181156             | 2005 RS31  | 13 set 2005 | Anderson Mesa    | LONEOS              | —         | MPC                           |
| 181157             | 2005 RE33  | 14 set 2005 | Catalina         | CSS                 | —         | MPC                           |
| 181158             | 2005 RN41  | 13 set 2005 | Kitt Peak        | Spacewatch          | Brangane  | MPC                           |
| 181159             | 2005 RK47  | 13 set 2005 | Apache Point     | A. C. Becker        | —         | MPC                           |
| 181160             | 2005 SZ2   | 23 set 2005 | Catalina         | CSS                 | —         | MPC                           |
| 181161             | 2005 SQ3   | 23 set 2005 | Kitt Peak        | Spacewatch          | —         | MPC                           |
| 181162             | 2005 SK11  | 23 set 2005 | Kitt Peak        | Spacewatch          | —         | MPC                           |
| 181163             | 2005 SP13  | 24 set 2005 | Kitt Peak        | Spacewatch          | Brangane  | MPC                           |
| 181164             | 2005 SQ16  | 26 set 2005 | Kitt Peak        | Spacewatch          | Ursula    | MPC                           |
| 181165             | 2005 SD22  | 23 set 2005 | Kitt Peak        | Spacewatch          | —         | MPC                           |
| 181166             | 2005 SZ24  | 24 set 2005 | Anderson Mesa    | LONEOS              | —         | MPC                           |
| 181167             | 2005 SF31  | 23 set 2005 | Anderson Mesa    | LONEOS              | —         | MPC                           |
| 181168             | 2005 SL43  | 24 set 2005 | Kitt Peak        | Spacewatch          | —         | MPC                           |
| 181169             | 2005 SB53  | 25 set 2005 | Kitt Peak        | Spacewatch          | Ursula    | MPC                           |
| 181170             | 2005 SS59  | 26 set 2005 | Kitt Peak        | Spacewatch          | —         | MPC                           |
| 181171             | 2005 SL60  | 26 set 2005 | Palomar          | NEAT                | —         | MPC                           |
| 181172             | 2005 SQ66  | 27 set 2005 | Kitt Peak        | Spacewatch          | —         | MPC                           |
| 181173             | 2005 SY66  | 27 set 2005 | Kitt Peak        | Spacewatch          | —         | MPC                           |
| 181174             | 2005 SV70  | 27 set 2005 | Junk Bond        | D. Healy            | —         | MPC                           |
| 181175             | 2005 SY71  | 23 set 2005 | Catalina         | CSS                 | —         | MPC                           |
| 181176             | 2005 SN73  | 23 set 2005 | Kitt Peak        | Spacewatch          | —         | MPC                           |
| 181177             | 2005 SV73  | 23 set 2005 | Catalina         | CSS                 | —         | MPC                           |
| 181178             | 2005 SL77  | 24 set 2005 | Kitt Peak        | Spacewatch          | —         | MPC                           |
| 181179             | 2005 SV77  | 24 set 2005 | Kitt Peak        | Spacewatch          | —         | MPC                           |
| 181180             | 2005 ST81  | 24 set 2005 | Kitt Peak        | Spacewatch          | —         | MPC                           |
| 181181             | 2005 SZ85  | 24 set 2005 | Kitt Peak        | Spacewatch          | —         | MPC                           |
| 181182             | 2005 SF87  | 24 set 2005 | Kitt Peak        | Spacewatch          | —         | MPC                           |
| 181183             | 2005 SG92  | 24 set 2005 | Kitt Peak        | Spacewatch          | —         | MPC                           |
| 181184             | 2005 SQ95  | 25 set 2005 | Kitt Peak        | Spacewatch          | Brangane  | MPC                           |
| 181185             | 2005 SD104 | 25 set 2005 | Kitt Peak        | Spacewatch          | —         | MPC                           |
| 181186             | 2005 SW104 | 25 set 2005 | Kitt Peak        | Spacewatch          | —         | MPC                           |
| 181187             | 2005 SG105 | 25 set 2005 | Kitt Peak        | Spacewatch          | —         | MPC                           |
| 181188             | 2005 SL109 | 26 set 2005 | Kitt Peak        | Spacewatch          | —         | MPC                           |
| 181189             | 2005 SP114 | 27 set 2005 | Kitt Peak        | Spacewatch          | Maria     | MPC                           |
| 181190             | 2005 SU114 | 27 set 2005 | Kitt Peak        | Spacewatch          | —         | MPC                           |
| 181191             | 2005 SR120 | 29 set 2005 | Kitt Peak        | Spacewatch          | —         | MPC                           |
| 181192             | 2005 SM123 | 29 set 2005 | Anderson Mesa    | LONEOS              | —         | MPC                           |
| 181193             | 2005 ST123 | 29 set 2005 | Kitt Peak        | Spacewatch          | —         | MPC                           |
| 181194             | 2005 SV129 | 29 set 2005 | Mount Lemmon     | Mount Lemmon Survey | —         | MPC                           |
| 181195             | 2005 SN132 | 29 set 2005 | Kitt Peak        | Spacewatch          | —         | MPC                           |
| 181196             | 2005 SF137 | 24 set 2005 | Kitt Peak        | Spacewatch          | —         | MPC                           |
| 181197             | 2005 SJ140 | 25 set 2005 | Kitt Peak        | Spacewatch          | —         | MPC                           |
| 181198             | 2005 SW141 | 25 set 2005 | Kitt Peak        | Spacewatch          | —         | MPC                           |
| 181199             | 2005 SP147 | 25 set 2005 | Kitt Peak        | Spacewatch          | —         | MPC                           |
| 181200             | 2005 SO155 | 26 set 2005 | Socorro          | LINEAR              | —         | MPC                           |

## 181201–181300
| Designação        | Designação | Descoberta  | Descoberta     | Descobridor(es)     | Categoria | Mais informações / Referência |
| Permanente        | Provisória | Data        | Local          | Descobridor(es)     | Categoria | Mais informações / Referência |
| ----------------- | ---------- | ----------- | -------------- | ------------------- | --------- | ----------------------------- |
| 181201            | 2005 ST160 | 27 set 2005 | Kitt Peak      | Spacewatch          | —         | MPC                           |
| 181202            | 2005 SQ162 | 27 set 2005 | Kitt Peak      | Spacewatch          | —         | MPC                           |
| 181203            | 2005 SW166 | 28 set 2005 | Palomar        | NEAT                | —         | MPC                           |
| 181204            | 2005 SU169 | 29 set 2005 | Kitt Peak      | Spacewatch          | Eos       | MPC                           |
| 181205            | 2005 SR171 | 29 set 2005 | Kitt Peak      | Spacewatch          | —         | MPC                           |
| 181206            | 2005 SG173 | 29 set 2005 | Kitt Peak      | Spacewatch          | —         | MPC                           |
| 181207            | 2005 SX173 | 29 set 2005 | Anderson Mesa  | LONEOS              | —         | MPC                           |
| 181208            | 2005 SA179 | 29 set 2005 | Anderson Mesa  | LONEOS              | —         | MPC                           |
| 181209            | 2005 SP184 | 29 set 2005 | Kitt Peak      | Spacewatch          | —         | MPC                           |
| 181210            | 2005 SR184 | 29 set 2005 | Kitt Peak      | Spacewatch          | —         | MPC                           |
| 181211            | 2005 SQ190 | 29 set 2005 | Anderson Mesa  | LONEOS              | —         | MPC                           |
| 181212            | 2005 SW190 | 29 set 2005 | Anderson Mesa  | LONEOS              | Ursula    | MPC                           |
| 181213            | 2005 SW191 | 29 set 2005 | Mount Lemmon   | Mount Lemmon Survey | —         | MPC                           |
| 181214            | 2005 SW197 | 30 set 2005 | Mount Lemmon   | Mount Lemmon Survey | —         | MPC                           |
| 181215            | 2005 SM198 | 30 set 2005 | Mount Lemmon   | Mount Lemmon Survey | —         | MPC                           |
| 181216            | 2005 SY252 | 24 set 2005 | Palomar        | NEAT                | —         | MPC                           |
| 181217            | 2005 SA255 | 22 set 2005 | Palomar        | NEAT                | —         | MPC                           |
| 181218            | 2005 SE255 | 22 set 2005 | Palomar        | NEAT                | —         | MPC                           |
| 181219            | 2005 SE259 | 24 set 2005 | Anderson Mesa  | LONEOS              | —         | MPC                           |
| 181220            | 2005 SB263 | 23 set 2005 | Kitt Peak      | Spacewatch          | —         | MPC                           |
| 181221            | 2005 SR270 | 30 set 2005 | Anderson Mesa  | LONEOS              | —         | MPC                           |
| 181222            | 2005 TN1   | 1 out 2005  | Socorro        | LINEAR              | —         | MPC                           |
| 181223            | 2005 TY2   | 1 out 2005  | Catalina       | CSS                 | —         | MPC                           |
| 181224            | 2005 TU3   | 1 out 2005  | Anderson Mesa  | LONEOS              | —         | MPC                           |
| 181225            | 2005 TP29  | 3 out 2005  | Kitt Peak      | Spacewatch          | —         | MPC                           |
| 181226            | 2005 TD35  | 1 out 2005  | Kitt Peak      | Spacewatch          | —         | MPC                           |
| 181227            | 2005 TK36  | 1 out 2005  | Mount Lemmon   | Mount Lemmon Survey | —         | MPC                           |
| 181228            | 2005 TA46  | 9 out 2005  | Ottmarsheim    | Ottmarsheim Obs.    | —         | MPC                           |
| 181229            | 2005 TO49  | 2 out 2005  | Mount Lemmon   | Mount Lemmon Survey | —         | MPC                           |
| 181230            | 2005 TU64  | 1 out 2005  | Kitt Peak      | Spacewatch          | —         | MPC                           |
| 181231            | 2005 TA83  | 3 out 2005  | Socorro        | LINEAR              | —         | MPC                           |
| 181232            | 2005 TO96  | 6 out 2005  | Mount Lemmon   | Mount Lemmon Survey | —         | MPC                           |
| 181233            | 2005 TB101 | 7 out 2005  | Catalina       | CSS                 | —         | MPC                           |
| 181234            | 2005 TM130 | 7 out 2005  | Kitt Peak      | Spacewatch          | —         | MPC                           |
| 181235            | 2005 TQ130 | 7 out 2005  | Kitt Peak      | Spacewatch          | —         | MPC                           |
| 181236            | 2005 TV136 | 6 out 2005  | Kitt Peak      | Spacewatch          | —         | MPC                           |
| 181237            | 2005 TF154 | 8 out 2005  | Socorro        | LINEAR              | —         | MPC                           |
| 181238            | 2005 TP176 | 1 out 2005  | Kitt Peak      | Spacewatch          | —         | MPC                           |
| 181239            | 2005 TC190 | 1 out 2005  | Kitt Peak      | Spacewatch          | —         | MPC                           |
| 181240            | 2005 UQ4   | 26 out 2005 | Socorro        | LINEAR              | —         | MPC                           |
| 181241 Dipasquale | 2005 UD7   | 28 out 2005 | Suno           | V. S. Casulli       | —         | MPC                           |
| 181242            | 2005 UO24  | 23 out 2005 | Kitt Peak      | Spacewatch          | —         | MPC                           |
| 181243            | 2005 UC48  | 22 out 2005 | Palomar        | NEAT                | Eos       | MPC                           |
| 181244            | 2005 UH48  | 22 out 2005 | Palomar        | NEAT                | —         | MPC                           |
| 181245            | 2005 UW65  | 22 out 2005 | Anderson Mesa  | LONEOS              | —         | MPC                           |
| 181246            | 2005 UX65  | 22 out 2005 | Palomar        | NEAT                | —         | MPC                           |
| 181247            | 2005 UP66  | 22 out 2005 | Palomar        | NEAT                | —         | MPC                           |
| 181248            | 2005 UL145 | 26 out 2005 | Kitt Peak      | Spacewatch          | —         | MPC                           |
| 181249 Tkachenko  | 2005 UZ158 | 30 out 2005 | Andrushivka    | Andrushivka Obs.    | —         | MPC                           |
| 181250            | 2005 UU177 | 24 out 2005 | Kitt Peak      | Spacewatch          | —         | MPC                           |
| 181251            | 2005 UD252 | 25 out 2005 | Anderson Mesa  | LONEOS              | Ursula    | MPC                           |
| 181252            | 2005 UD255 | 24 out 2005 | Kitt Peak      | Spacewatch          | —         | MPC                           |
| 181253            | 2005 UD283 | 26 out 2005 | Kitt Peak      | Spacewatch          | —         | MPC                           |
| 181254            | 2005 UJ288 | 26 out 2005 | Kitt Peak      | Spacewatch          | Juno      | MPC                           |
| 181255            | 2005 UC317 | 27 out 2005 | Palomar        | NEAT                | —         | MPC                           |
| 181256            | 2005 UD359 | 25 out 2005 | Kitt Peak      | Spacewatch          | Pallas    | MPC                           |
| 181257            | 2005 UW363 | 27 out 2005 | Kitt Peak      | Spacewatch          | —         | MPC                           |
| 181258            | 2005 VW8   | 1 nov 2005  | Kitt Peak      | Spacewatch          | —         | MPC                           |
| 181259            | 2005 VH9   | 1 nov 2005  | Kitt Peak      | Spacewatch          | —         | MPC                           |
| 181260            | 2005 VR43  | 3 nov 2005  | Kitt Peak      | Spacewatch          | —         | MPC                           |
| 181261            | 2005 VY76  | 4 nov 2005  | Catalina       | CSS                 | —         | MPC                           |
| 181262            | 2005 VV79  | 4 nov 2005  | Catalina       | CSS                 | Brangane  | MPC                           |
| 181263            | 2005 VB99  | 10 nov 2005 | Kitt Peak      | Spacewatch          | Ursula    | MPC                           |
| 181264            | 2005 VE113 | 10 nov 2005 | Catalina       | CSS                 | —         | MPC                           |
| 181265            | 2005 VC132 | 1 nov 2005  | Apache Point   | A. C. Becker        | —         | MPC                           |
| 181266            | 2005 WU5   | 21 nov 2005 | Anderson Mesa  | LONEOS              | —         | MPC                           |
| 181267            | 2005 WX16  | 22 nov 2005 | Kitt Peak      | Spacewatch          | —         | MPC                           |
| 181268            | 2005 WS36  | 22 nov 2005 | Kitt Peak      | Spacewatch          | —         | MPC                           |
| 181269            | 2005 WV86  | 28 nov 2005 | Catalina       | CSS                 | —         | MPC                           |
| 181270            | 2005 WS126 | 25 nov 2005 | Mount Lemmon   | Mount Lemmon Survey | —         | MPC                           |
| 181271            | 2005 WE163 | 29 nov 2005 | Mount Lemmon   | Mount Lemmon Survey | —         | MPC                           |
| 181272            | 2005 WR184 | 29 nov 2005 | Palomar        | NEAT                | —         | MPC                           |
| 181273            | 2005 XY1   | 1 dez 2005  | Mount Lemmon   | Mount Lemmon Survey | —         | MPC                           |
| 181274            | 2005 XC8   | 5 dez 2005  | Pla D'Arguines | Pla D'Arguines Obs. | —         | MPC                           |
| 181275            | 2005 XN8   | 1 dez 2005  | Kitt Peak      | Spacewatch          | Pallas    | MPC                           |
| 181276            | 2005 XN28  | 1 dez 2005  | Catalina       | CSS                 | —         | MPC                           |
| 181277            | 2005 YA2   | 21 dez 2005 | Kitt Peak      | Spacewatch          | —         | MPC                           |
| 181278            | 2005 YR53  | 22 dez 2005 | Kitt Peak      | Spacewatch          | —         | MPC                           |
| 181279 Iapyx      | 2006 BF8   | 22 jan 2006 | Tenagra II     | J.-C. Merlin        | —         | MPC                           |
| 181280            | 2006 ES71  | 2 mar 2006  | Kitt Peak      | Spacewatch          | —         | MPC                           |
| 181281            | 2006 KO82  | 25 mai 2006 | Mount Lemmon   | Mount Lemmon Survey | —         | MPC                           |
| 181282            | 2006 KK97  | 25 mai 2006 | Kitt Peak      | Spacewatch          | —         | MPC                           |
| 181283            | 2006 OQ2   | 19 jul 2006 | Palomar        | NEAT                | —         | MPC                           |
| 181284            | 2006 OH4   | 21 jul 2006 | Mount Lemmon   | Mount Lemmon Survey | —         | MPC                           |
| 181285            | 2006 OO4   | 21 jul 2006 | Mount Lemmon   | Mount Lemmon Survey | —         | MPC                           |
| 181286            | 2006 OS4   | 21 jul 2006 | Mount Lemmon   | Mount Lemmon Survey | —         | MPC                           |
| 181287            | 2006 OF7   | 24 jul 2006 | Socorro        | LINEAR              | —         | MPC                           |
| 181288            | 2006 OW14  | 20 jul 2006 | Reedy Creek    | J. Broughton        | —         | MPC                           |
| 181289            | 2006 OF17  | 21 jul 2006 | Mount Lemmon   | Mount Lemmon Survey | —         | MPC                           |
| 181290            | 2006 OU20  | 21 jul 2006 | Mount Lemmon   | Mount Lemmon Survey | —         | MPC                           |
| 181291            | 2006 PR1   | 11 ago 2006 | Palomar        | NEAT                | —         | MPC                           |
| 181292            | 2006 PR10  | 13 ago 2006 | Palomar        | NEAT                | —         | MPC                           |
| 181293            | 2006 PB12  | 13 ago 2006 | Palomar        | NEAT                | —         | MPC                           |
| 181294            | 2006 PP12  | 13 ago 2006 | Palomar        | NEAT                | —         | MPC                           |
| 181295            | 2006 PH21  | 15 ago 2006 | Palomar        | NEAT                | —         | MPC                           |
| 181296            | 2006 PV24  | 12 ago 2006 | Palomar        | NEAT                | —         | MPC                           |
| 181297            | 2006 PY26  | 15 ago 2006 | Palomar        | NEAT                | —         | MPC                           |
| 181298 Ladányi    | 2006 QY    | 17 ago 2006 | Piszkéstető    | K. Sárneczky        | —         | MPC                           |
| 181299            | 2006 QZ2   | 17 ago 2006 | Palomar        | NEAT                | —         | MPC                           |
| 181300            | 2006 QR8   | 19 ago 2006 | Kitt Peak      | Spacewatch          | —         | MPC                           |

## 181301–181400
| Designação | Designação | Descoberta  | Descoberta       | Descobridor(es)       | Categoria | Mais informações / Referência |
| Permanente | Provisória | Data        | Local            | Descobridor(es)       | Categoria | Mais informações / Referência |
| ---------- | ---------- | ----------- | ---------------- | --------------------- | --------- | ----------------------------- |
| 181301     | 2006 QD9   | 19 ago 2006 | Kitt Peak        | Spacewatch            | —         | MPC                           |
| 181302     | 2006 QS19  | 17 ago 2006 | Socorro          | LINEAR                | —         | MPC                           |
| 181303     | 2006 QY20  | 18 ago 2006 | Anderson Mesa    | LONEOS                | —         | MPC                           |
| 181304     | 2006 QO24  | 17 ago 2006 | Palomar          | NEAT                  | —         | MPC                           |
| 181305     | 2006 QR24  | 17 ago 2006 | Palomar          | NEAT                  | —         | MPC                           |
| 181306     | 2006 QK25  | 18 ago 2006 | Socorro          | LINEAR                | —         | MPC                           |
| 181307     | 2006 QX29  | 19 ago 2006 | Anderson Mesa    | LONEOS                | —         | MPC                           |
| 181308     | 2006 QB30  | 19 ago 2006 | Anderson Mesa    | LONEOS                | —         | MPC                           |
| 181309     | 2006 QV30  | 22 ago 2006 | Palomar          | NEAT                  | —         | MPC                           |
| 181310     | 2006 QE35  | 17 ago 2006 | Palomar          | NEAT                  | —         | MPC                           |
| 181311     | 2006 QW35  | 17 ago 2006 | Palomar          | NEAT                  | —         | MPC                           |
| 181312     | 2006 QV39  | 24 ago 2006 | San Marcello     | A. Boattini, L. Tesi  | —         | MPC                           |
| 181313     | 2006 QX45  | 19 ago 2006 | Kitt Peak        | Spacewatch            | —         | MPC                           |
| 181314     | 2006 QY46  | 20 ago 2006 | Kitt Peak        | Spacewatch            | —         | MPC                           |
| 181315     | 2006 QW47  | 21 ago 2006 | Socorro          | LINEAR                | —         | MPC                           |
| 181316     | 2006 QX48  | 21 ago 2006 | Kitt Peak        | Spacewatch            | —         | MPC                           |
| 181317     | 2006 QX50  | 22 ago 2006 | Palomar          | NEAT                  | —         | MPC                           |
| 181318     | 2006 QT55  | 24 ago 2006 | Socorro          | LINEAR                | —         | MPC                           |
| 181319     | 2006 QU56  | 24 ago 2006 | Socorro          | LINEAR                | Phocaea   | MPC                           |
| 181320     | 2006 QX56  | 27 ago 2006 | Anderson Mesa    | LONEOS                | —         | MPC                           |
| 181321     | 2006 QR62  | 23 ago 2006 | Socorro          | LINEAR                | —         | MPC                           |
| 181322     | 2006 QZ67  | 21 ago 2006 | Kitt Peak        | Spacewatch            | —         | MPC                           |
| 181323     | 2006 QJ79  | 24 ago 2006 | Palomar          | NEAT                  | —         | MPC                           |
| 181324     | 2006 QX80  | 24 ago 2006 | Palomar          | NEAT                  | —         | MPC                           |
| 181325     | 2006 QW88  | 27 ago 2006 | Kitt Peak        | Spacewatch            | —         | MPC                           |
| 181326     | 2006 QS90  | 22 ago 2006 | Palomar          | NEAT                  | Juno      | MPC                           |
| 181327     | 2006 QZ94  | 16 ago 2006 | Palomar          | NEAT                  | —         | MPC                           |
| 181328     | 2006 QD95  | 16 ago 2006 | Palomar          | NEAT                  | —         | MPC                           |
| 181329     | 2006 QZ97  | 22 ago 2006 | Palomar          | NEAT                  | —         | MPC                           |
| 181330     | 2006 QX109 | 28 ago 2006 | Kitt Peak        | Spacewatch            | —         | MPC                           |
| 181331     | 2006 QH112 | 23 ago 2006 | Palomar          | NEAT                  | Juno      | MPC                           |
| 181332     | 2006 QS112 | 23 ago 2006 | Palomar          | NEAT                  | —         | MPC                           |
| 181333     | 2006 QX113 | 25 ago 2006 | Socorro          | LINEAR                | —         | MPC                           |
| 181334     | 2006 QY119 | 28 ago 2006 | Catalina         | CSS                   | —         | MPC                           |
| 181335     | 2006 QQ122 | 29 ago 2006 | Catalina         | CSS                   | —         | MPC                           |
| 181336     | 2006 QD125 | 16 ago 2006 | Palomar          | NEAT                  | —         | MPC                           |
| 181337     | 2006 QW126 | 16 ago 2006 | Palomar          | NEAT                  | —         | MPC                           |
| 181338     | 2006 QK147 | 18 ago 2006 | Kitt Peak        | Spacewatch            | —         | MPC                           |
| 181339     | 2006 QK159 | 19 ago 2006 | Kitt Peak        | Spacewatch            | —         | MPC                           |
| 181340     | 2006 QX182 | 19 ago 2006 | Kitt Peak        | Spacewatch            | —         | MPC                           |
| 181341     | 2006 RJ4   | 12 set 2006 | Catalina         | CSS                   | —         | MPC                           |
| 181342     | 2006 RE5   | 14 set 2006 | Catalina         | CSS                   | —         | MPC                           |
| 181343     | 2006 RS6   | 14 set 2006 | Catalina         | CSS                   | —         | MPC                           |
| 181344     | 2006 RB7   | 14 set 2006 | Kitt Peak        | Spacewatch            | —         | MPC                           |
| 181345     | 2006 RC7   | 14 set 2006 | Kitt Peak        | Spacewatch            | —         | MPC                           |
| 181346     | 2006 RV18  | 14 set 2006 | Palomar          | NEAT                  | —         | MPC                           |
| 181347     | 2006 RU22  | 15 set 2006 | Goodricke-Pigott | R. A. Tucker          | —         | MPC                           |
| 181348     | 2006 RM30  | 15 set 2006 | Kitt Peak        | Spacewatch            | —         | MPC                           |
| 181349     | 2006 RO31  | 15 set 2006 | Kitt Peak        | Spacewatch            | —         | MPC                           |
| 181350     | 2006 RZ32  | 15 set 2006 | Kitt Peak        | Spacewatch            | —         | MPC                           |
| 181351     | 2006 RF35  | 14 set 2006 | Palomar          | NEAT                  | —         | MPC                           |
| 181352     | 2006 RY37  | 12 set 2006 | Catalina         | CSS                   | —         | MPC                           |
| 181353     | 2006 RJ38  | 13 set 2006 | Palomar          | NEAT                  | —         | MPC                           |
| 181354     | 2006 RP39  | 12 set 2006 | Catalina         | CSS                   | —         | MPC                           |
| 181355     | 2006 RY42  | 14 set 2006 | Kitt Peak        | Spacewatch            | —         | MPC                           |
| 181356     | 2006 RP46  | 14 set 2006 | Kitt Peak        | Spacewatch            | —         | MPC                           |
| 181357     | 2006 RB50  | 14 set 2006 | Kitt Peak        | Spacewatch            | —         | MPC                           |
| 181358     | 2006 RK52  | 14 set 2006 | Kitt Peak        | Spacewatch            | —         | MPC                           |
| 181359     | 2006 RH55  | 14 set 2006 | Kitt Peak        | Spacewatch            | —         | MPC                           |
| 181360     | 2006 RF76  | 15 set 2006 | Kitt Peak        | Spacewatch            | —         | MPC                           |
| 181361     | 2006 RE87  | 15 set 2006 | Kitt Peak        | Spacewatch            | —         | MPC                           |
| 181362     | 2006 RA89  | 15 set 2006 | Kitt Peak        | Spacewatch            | —         | MPC                           |
| 181363     | 2006 RS93  | 15 set 2006 | Kitt Peak        | Spacewatch            | —         | MPC                           |
| 181364     | 2006 RJ95  | 15 set 2006 | Kitt Peak        | Spacewatch            | —         | MPC                           |
| 181365     | 2006 RF99  | 15 set 2006 | Kitt Peak        | Spacewatch            | —         | MPC                           |
| 181366     | 2006 RW99  | 14 set 2006 | Catalina         | CSS                   | —         | MPC                           |
| 181367     | 2006 RF101 | 14 set 2006 | Palomar          | NEAT                  | —         | MPC                           |
| 181368     | 2006 SS3   | 16 set 2006 | Socorro          | LINEAR                | —         | MPC                           |
| 181369     | 2006 SX3   | 16 set 2006 | Catalina         | CSS                   | —         | MPC                           |
| 181370     | 2006 SZ3   | 16 set 2006 | Catalina         | CSS                   | —         | MPC                           |
| 181371     | 2006 SD4   | 16 set 2006 | Catalina         | CSS                   | —         | MPC                           |
| 181372     | 2006 SQ4   | 16 set 2006 | Catalina         | CSS                   | —         | MPC                           |
| 181373     | 2006 SO5   | 16 set 2006 | Palomar          | NEAT                  | —         | MPC                           |
| 181374     | 2006 SL8   | 16 set 2006 | Anderson Mesa    | LONEOS                | —         | MPC                           |
| 181375     | 2006 SM8   | 16 set 2006 | Anderson Mesa    | LONEOS                | —         | MPC                           |
| 181376     | 2006 SJ12  | 16 set 2006 | Anderson Mesa    | LONEOS                | —         | MPC                           |
| 181377     | 2006 SU13  | 17 set 2006 | Socorro          | LINEAR                | —         | MPC                           |
| 181378     | 2006 SA15  | 17 set 2006 | Catalina         | CSS                   | —         | MPC                           |
| 181379     | 2006 SV18  | 17 set 2006 | Kitt Peak        | Spacewatch            | —         | MPC                           |
| 181380     | 2006 SF36  | 17 set 2006 | Anderson Mesa    | LONEOS                | —         | MPC                           |
| 181381     | 2006 SD37  | 17 set 2006 | Kitt Peak        | Spacewatch            | —         | MPC                           |
| 181382     | 2006 SF37  | 17 set 2006 | Kitt Peak        | Spacewatch            | —         | MPC                           |
| 181383     | 2006 SN43  | 16 set 2006 | Anderson Mesa    | LONEOS                | —         | MPC                           |
| 181384     | 2006 SZ46  | 19 set 2006 | Catalina         | CSS                   | —         | MPC                           |
| 181385     | 2006 SU47  | 19 set 2006 | Catalina         | CSS                   | —         | MPC                           |
| 181386     | 2006 SD49  | 18 set 2006 | Kitt Peak        | Spacewatch            | —         | MPC                           |
| 181387     | 2006 SS51  | 17 set 2006 | Anderson Mesa    | LONEOS                | —         | MPC                           |
| 181388     | 2006 ST60  | 18 set 2006 | Catalina         | CSS                   | —         | MPC                           |
| 181389     | 2006 SW60  | 18 set 2006 | Catalina         | CSS                   | —         | MPC                           |
| 181390     | 2006 SX71  | 19 set 2006 | Kitt Peak        | Spacewatch            | —         | MPC                           |
| 181391     | 2006 SM75  | 19 set 2006 | Kitt Peak        | Spacewatch            | —         | MPC                           |
| 181392     | 2006 SY77  | 23 set 2006 | Piszkéstető      | K. Sárneczky, Z. Kuli | —         | MPC                           |
| 181393     | 2006 SK90  | 18 set 2006 | Kitt Peak        | Spacewatch            | Mitidika  | MPC                           |
| 181394     | 2006 SX90  | 18 set 2006 | Kitt Peak        | Spacewatch            | —         | MPC                           |
| 181395     | 2006 SY92  | 18 set 2006 | Kitt Peak        | Spacewatch            | —         | MPC                           |
| 181396     | 2006 SW95  | 18 set 2006 | Kitt Peak        | Spacewatch            | Themis    | MPC                           |
| 181397     | 2006 SF99  | 18 set 2006 | Kitt Peak        | Spacewatch            | —         | MPC                           |
| 181398     | 2006 SC108 | 19 set 2006 | Anderson Mesa    | LONEOS                | —         | MPC                           |
| 181399     | 2006 SD111 | 21 set 2006 | Anderson Mesa    | LONEOS                | —         | MPC                           |
| 181400     | 2006 SV115 | 24 set 2006 | Anderson Mesa    | LONEOS                | —         | MPC                           |

## 181401–181500
| Designação        | Designação | Descoberta  | Descoberta       | Descobridor(es)        | Categoria | Mais informações / Referência |
| Permanente        | Provisória | Data        | Local            | Descobridor(es)        | Categoria | Mais informações / Referência |
| ----------------- | ---------- | ----------- | ---------------- | ---------------------- | --------- | ----------------------------- |
| 181401            | 2006 SF117 | 24 set 2006 | Kitt Peak        | Spacewatch             | —         | MPC                           |
| 181402            | 2006 SR118 | 24 set 2006 | Junk Bond        | D. Healy               | —         | MPC                           |
| 181403            | 2006 SW121 | 19 set 2006 | Catalina         | CSS                    | —         | MPC                           |
| 181404            | 2006 SD124 | 19 set 2006 | Catalina         | CSS                    | —         | MPC                           |
| 181405            | 2006 SK126 | 21 set 2006 | Anderson Mesa    | LONEOS                 | —         | MPC                           |
| 181406            | 2006 SO132 | 16 set 2006 | Catalina         | CSS                    | —         | MPC                           |
| 181407            | 2006 SQ133 | 17 set 2006 | Catalina         | CSS                    | —         | MPC                           |
| 181408            | 2006 SK138 | 20 set 2006 | Anderson Mesa    | LONEOS                 | —         | MPC                           |
| 181409            | 2006 SD141 | 25 set 2006 | Anderson Mesa    | LONEOS                 | —         | MPC                           |
| 181410            | 2006 SE162 | 24 set 2006 | Anderson Mesa    | LONEOS                 | —         | MPC                           |
| 181411            | 2006 SY170 | 25 set 2006 | Kitt Peak        | Spacewatch             | —         | MPC                           |
| 181412            | 2006 SO173 | 25 set 2006 | Socorro          | LINEAR                 | —         | MPC                           |
| 181413            | 2006 SY179 | 25 set 2006 | Kitt Peak        | Spacewatch             | —         | MPC                           |
| 181414            | 2006 SX186 | 25 set 2006 | Mount Lemmon     | Mount Lemmon Survey    | —         | MPC                           |
| 181415            | 2006 SA193 | 26 set 2006 | Mount Lemmon     | Mount Lemmon Survey    | —         | MPC                           |
| 181416            | 2006 SL210 | 26 set 2006 | Mount Lemmon     | Mount Lemmon Survey    | —         | MPC                           |
| 181417            | 2006 SO214 | 27 set 2006 | Mount Lemmon     | Mount Lemmon Survey    | —         | MPC                           |
| 181418            | 2006 SJ216 | 27 set 2006 | Kitt Peak        | Spacewatch             | —         | MPC                           |
| 181419 Dragonera  | 2006 SN218 | 28 set 2006 | OAM              | Mallorca Obs.          | —         | MPC                           |
| 181420            | 2006 SK258 | 26 set 2006 | Kitt Peak        | Spacewatch             | —         | MPC                           |
| 181421            | 2006 SM262 | 26 set 2006 | Mount Lemmon     | Mount Lemmon Survey    | —         | MPC                           |
| 181422            | 2006 SQ272 | 27 set 2006 | Kitt Peak        | Spacewatch             | —         | MPC                           |
| 181423            | 2006 SF274 | 27 set 2006 | Kitt Peak        | Spacewatch             | —         | MPC                           |
| 181424            | 2006 SM276 | 28 set 2006 | Socorro          | LINEAR                 | —         | MPC                           |
| 181425            | 2006 SF279 | 28 set 2006 | Goodricke-Pigott | R. A. Tucker           | —         | MPC                           |
| 181426            | 2006 SP281 | 17 set 2006 | Catalina         | CSS                    | —         | MPC                           |
| 181427            | 2006 SW281 | 19 set 2006 | Catalina         | CSS                    | —         | MPC                           |
| 181428            | 2006 SG289 | 26 set 2006 | Catalina         | CSS                    | —         | MPC                           |
| 181429            | 2006 SO315 | 27 set 2006 | Kitt Peak        | Spacewatch             | —         | MPC                           |
| 181430            | 2006 SV320 | 27 set 2006 | Kitt Peak        | Spacewatch             | —         | MPC                           |
| 181431            | 2006 SA321 | 27 set 2006 | Kitt Peak        | Spacewatch             | —         | MPC                           |
| 181432            | 2006 SX327 | 27 set 2006 | Kitt Peak        | Spacewatch             | —         | MPC                           |
| 181433            | 2006 SZ335 | 28 set 2006 | Kitt Peak        | Spacewatch             | —         | MPC                           |
| 181434            | 2006 SC344 | 28 set 2006 | Kitt Peak        | Spacewatch             | —         | MPC                           |
| 181435            | 2006 SD347 | 28 set 2006 | Kitt Peak        | Spacewatch             | —         | MPC                           |
| 181436            | 2006 SM348 | 28 set 2006 | Kitt Peak        | Spacewatch             | —         | MPC                           |
| 181437            | 2006 SB349 | 28 set 2006 | Kitt Peak        | Spacewatch             | —         | MPC                           |
| 181438            | 2006 SY350 | 30 set 2006 | Catalina         | CSS                    | —         | MPC                           |
| 181439            | 2006 SW359 | 30 set 2006 | Catalina         | CSS                    | —         | MPC                           |
| 181440            | 2006 SN380 | 27 set 2006 | Apache Point     | A. C. Becker           | —         | MPC                           |
| 181441            | 2006 SV381 | 28 set 2006 | Apache Point     | A. C. Becker           | Ursula    | MPC                           |
| 181442            | 2006 SX391 | 19 set 2006 | Catalina         | CSS                    | —         | MPC                           |
| 181443            | 2006 SJ393 | 28 set 2006 | Mount Lemmon     | Mount Lemmon Survey    | —         | MPC                           |
| 181444            | 2006 TB14  | 10 out 2006 | Palomar          | NEAT                   | —         | MPC                           |
| 181445            | 2006 TT15  | 11 out 2006 | Kitt Peak        | Spacewatch             | —         | MPC                           |
| 181446            | 2006 TY18  | 11 out 2006 | Kitt Peak        | Spacewatch             | —         | MPC                           |
| 181447            | 2006 TD19  | 11 out 2006 | Kitt Peak        | Spacewatch             | —         | MPC                           |
| 181448            | 2006 TQ19  | 11 out 2006 | Kitt Peak        | Spacewatch             | —         | MPC                           |
| 181449            | 2006 TC20  | 11 out 2006 | Kitt Peak        | Spacewatch             | —         | MPC                           |
| 181450            | 2006 TF21  | 11 out 2006 | Kitt Peak        | Spacewatch             | —         | MPC                           |
| 181451            | 2006 TD23  | 11 out 2006 | Kitt Peak        | Spacewatch             | —         | MPC                           |
| 181452            | 2006 TJ23  | 11 out 2006 | Kitt Peak        | Spacewatch             | —         | MPC                           |
| 181453            | 2006 TY25  | 12 out 2006 | Kitt Peak        | Spacewatch             | —         | MPC                           |
| 181454            | 2006 TK35  | 12 out 2006 | Kitt Peak        | Spacewatch             | Eos       | MPC                           |
| 181455            | 2006 TL35  | 12 out 2006 | Kitt Peak        | Spacewatch             | —         | MPC                           |
| 181456            | 2006 TG36  | 12 out 2006 | Kitt Peak        | Spacewatch             | —         | MPC                           |
| 181457            | 2006 TD42  | 12 out 2006 | Kitt Peak        | Spacewatch             | —         | MPC                           |
| 181458            | 2006 TH44  | 12 out 2006 | Kitt Peak        | Spacewatch             | —         | MPC                           |
| 181459            | 2006 TM44  | 12 out 2006 | Kitt Peak        | Spacewatch             | —         | MPC                           |
| 181460            | 2006 TF49  | 12 out 2006 | Palomar          | NEAT                   | —         | MPC                           |
| 181461            | 2006 TZ49  | 12 out 2006 | Palomar          | NEAT                   | —         | MPC                           |
| 181462            | 2006 TW50  | 12 out 2006 | Kitt Peak        | Spacewatch             | —         | MPC                           |
| 181463            | 2006 TY51  | 12 out 2006 | Kitt Peak        | Spacewatch             | —         | MPC                           |
| 181464            | 2006 TL54  | 12 out 2006 | Palomar          | NEAT                   | —         | MPC                           |
| 181465            | 2006 TX54  | 12 out 2006 | Palomar          | NEAT                   | —         | MPC                           |
| 181466            | 2006 TU55  | 12 out 2006 | Palomar          | NEAT                   | —         | MPC                           |
| 181467            | 2006 TY55  | 12 out 2006 | Palomar          | NEAT                   | —         | MPC                           |
| 181468            | 2006 TN56  | 13 out 2006 | Kitt Peak        | Spacewatch             | —         | MPC                           |
| 181469            | 2006 TK63  | 10 out 2006 | Palomar          | NEAT                   | —         | MPC                           |
| 181470            | 2006 TY63  | 10 out 2006 | Palomar          | NEAT                   | —         | MPC                           |
| 181471            | 2006 TT67  | 11 out 2006 | Palomar          | NEAT                   | —         | MPC                           |
| 181472            | 2006 TQ71  | 11 out 2006 | Palomar          | NEAT                   | —         | MPC                           |
| 181473            | 2006 TW71  | 11 out 2006 | Palomar          | NEAT                   | —         | MPC                           |
| 181474            | 2006 TR75  | 11 out 2006 | Palomar          | NEAT                   | —         | MPC                           |
| 181475            | 2006 TL80  | 13 out 2006 | Kitt Peak        | Spacewatch             | —         | MPC                           |
| 181476            | 2006 TK84  | 13 out 2006 | Kitt Peak        | Spacewatch             | —         | MPC                           |
| 181477            | 2006 TN87  | 13 out 2006 | Kitt Peak        | Spacewatch             | —         | MPC                           |
| 181478            | 2006 TR88  | 13 out 2006 | Kitt Peak        | Spacewatch             | —         | MPC                           |
| 181479            | 2006 TL90  | 13 out 2006 | Kitt Peak        | Spacewatch             | —         | MPC                           |
| 181480            | 2006 TF92  | 13 out 2006 | Kitt Peak        | Spacewatch             | —         | MPC                           |
| 181481            | 2006 TR92  | 15 out 2006 | Kitt Peak        | Spacewatch             | —         | MPC                           |
| 181482            | 2006 TO93  | 15 out 2006 | Kitt Peak        | Spacewatch             | —         | MPC                           |
| 181483 Ampleforth | 2006 TA95  | 15 out 2006 | Côtes de Meuse   | M. Dawson              | —         | MPC                           |
| 181484            | 2006 TH96  | 12 out 2006 | Palomar          | NEAT                   | —         | MPC                           |
| 181485            | 2006 TT99  | 15 out 2006 | Kitt Peak        | Spacewatch             | —         | MPC                           |
| 181486            | 2006 TT101 | 15 out 2006 | Kitt Peak        | Spacewatch             | —         | MPC                           |
| 181487            | 2006 TA104 | 15 out 2006 | Kitt Peak        | Spacewatch             | —         | MPC                           |
| 181488            | 2006 TM104 | 15 out 2006 | Kitt Peak        | Spacewatch             | —         | MPC                           |
| 181489            | 2006 TV109 | 11 out 2006 | Palomar          | NEAT                   | Phocaea   | MPC                           |
| 181490            | 2006 TK110 | 13 out 2006 | Kitt Peak        | Spacewatch             | —         | MPC                           |
| 181491            | 2006 TR111 | 1 out 2006  | Apache Point     | A. C. Becker           | —         | MPC                           |
| 181492            | 2006 UU1   | 16 out 2006 | Wrightwood       | J. W. Young            | —         | MPC                           |
| 181493            | 2006 UJ3   | 16 out 2006 | Kitt Peak        | Spacewatch             | —         | MPC                           |
| 181494            | 2006 UJ4   | 16 out 2006 | San Marcello     | Pistoia Mountains Obs. | —         | MPC                           |
| 181495            | 2006 UZ5   | 16 out 2006 | Kitt Peak        | Spacewatch             | —         | MPC                           |
| 181496            | 2006 UM7   | 16 out 2006 | Catalina         | CSS                    | —         | MPC                           |
| 181497            | 2006 UX8   | 16 out 2006 | Catalina         | CSS                    | —         | MPC                           |
| 181498            | 2006 UK11  | 17 out 2006 | Mount Lemmon     | Mount Lemmon Survey    | —         | MPC                           |
| 181499            | 2006 UY11  | 17 out 2006 | Mount Lemmon     | Mount Lemmon Survey    | —         | MPC                           |
| 181500            | 2006 UJ14  | 17 out 2006 | Mount Lemmon     | Mount Lemmon Survey    | —         | MPC                           |

## 181501–181600
| Designação           | Designação | Descoberta  | Descoberta        | Descobridor(es)     | Categoria | Mais informações / Referência |
| Permanente           | Provisória | Data        | Local             | Descobridor(es)     | Categoria | Mais informações / Referência |
| -------------------- | ---------- | ----------- | ----------------- | ------------------- | --------- | ----------------------------- |
| 181501               | 2006 UY24  | 16 out 2006 | Kitt Peak         | Spacewatch          | —         | MPC                           |
| 181502               | 2006 UY27  | 16 out 2006 | Kitt Peak         | Spacewatch          | —         | MPC                           |
| 181503               | 2006 UC37  | 16 out 2006 | Kitt Peak         | Spacewatch          | —         | MPC                           |
| 181504               | 2006 UL39  | 16 out 2006 | Kitt Peak         | Spacewatch          | —         | MPC                           |
| 181505               | 2006 UR40  | 16 out 2006 | Kitt Peak         | Spacewatch          | —         | MPC                           |
| 181506               | 2006 UO41  | 16 out 2006 | Kitt Peak         | Spacewatch          | —         | MPC                           |
| 181507               | 2006 UT41  | 16 out 2006 | Kitt Peak         | Spacewatch          | —         | MPC                           |
| 181508               | 2006 UC45  | 16 out 2006 | Kitt Peak         | Spacewatch          | —         | MPC                           |
| 181509               | 2006 UJ52  | 17 out 2006 | Mount Lemmon      | Mount Lemmon Survey | —         | MPC                           |
| 181510               | 2006 UA63  | 21 out 2006 | Mount Lemmon      | Mount Lemmon Survey | —         | MPC                           |
| 181511               | 2006 UY67  | 16 out 2006 | Catalina          | CSS                 | —         | MPC                           |
| 181512               | 2006 UT70  | 16 out 2006 | Catalina          | CSS                 | —         | MPC                           |
| 181513               | 2006 UC71  | 16 out 2006 | Catalina          | CSS                 | —         | MPC                           |
| 181514               | 2006 UY76  | 17 out 2006 | Kitt Peak         | Spacewatch          | —         | MPC                           |
| 181515               | 2006 UE77  | 17 out 2006 | Kitt Peak         | Spacewatch          | —         | MPC                           |
| 181516               | 2006 UW78  | 17 out 2006 | Kitt Peak         | Spacewatch          | —         | MPC                           |
| 181517               | 2006 UP79  | 17 out 2006 | Kitt Peak         | Spacewatch          | —         | MPC                           |
| 181518               | 2006 UL86  | 17 out 2006 | Mount Lemmon      | Mount Lemmon Survey | —         | MPC                           |
| 181519               | 2006 UR87  | 17 out 2006 | Mount Lemmon      | Mount Lemmon Survey | —         | MPC                           |
| 181520               | 2006 UY99  | 18 out 2006 | Kitt Peak         | Spacewatch          | —         | MPC                           |
| 181521               | 2006 US101 | 18 out 2006 | Kitt Peak         | Spacewatch          | —         | MPC                           |
| 181522               | 2006 UW102 | 18 out 2006 | Kitt Peak         | Spacewatch          | —         | MPC                           |
| 181523               | 2006 UW103 | 18 out 2006 | Kitt Peak         | Spacewatch          | —         | MPC                           |
| 181524               | 2006 UQ106 | 18 out 2006 | Kitt Peak         | Spacewatch          | —         | MPC                           |
| 181525               | 2006 UP117 | 19 out 2006 | Kitt Peak         | Spacewatch          | —         | MPC                           |
| 181526               | 2006 UQ118 | 19 out 2006 | Kitt Peak         | Spacewatch          | —         | MPC                           |
| 181527               | 2006 UG131 | 19 out 2006 | Kitt Peak         | Spacewatch          | —         | MPC                           |
| 181528               | 2006 UD133 | 19 out 2006 | Kitt Peak         | Spacewatch          | —         | MPC                           |
| 181529               | 2006 UM134 | 19 out 2006 | Kitt Peak         | Spacewatch          | —         | MPC                           |
| 181530               | 2006 UD137 | 19 out 2006 | Mount Lemmon      | Mount Lemmon Survey | —         | MPC                           |
| 181531               | 2006 UE137 | 19 out 2006 | Catalina          | CSS                 | —         | MPC                           |
| 181532               | 2006 UK141 | 19 out 2006 | Mount Lemmon      | Mount Lemmon Survey | —         | MPC                           |
| 181533               | 2006 UJ144 | 19 out 2006 | Kitt Peak         | Spacewatch          | —         | MPC                           |
| 181534               | 2006 UC152 | 20 out 2006 | Kitt Peak         | Spacewatch          | —         | MPC                           |
| 181535               | 2006 UA170 | 21 out 2006 | Mount Lemmon      | Mount Lemmon Survey | —         | MPC                           |
| 181536               | 2006 UE174 | 19 out 2006 | Mount Lemmon      | Mount Lemmon Survey | —         | MPC                           |
| 181537               | 2006 UE175 | 16 out 2006 | Catalina          | CSS                 | —         | MPC                           |
| 181538               | 2006 UL176 | 16 out 2006 | Catalina          | CSS                 | —         | MPC                           |
| 181539               | 2006 UX177 | 16 out 2006 | Catalina          | CSS                 | —         | MPC                           |
| 181540               | 2006 UA181 | 16 out 2006 | Catalina          | CSS                 | —         | MPC                           |
| 181541               | 2006 UK188 | 19 out 2006 | Catalina          | CSS                 | Phocaea   | MPC                           |
| 181542               | 2006 UM189 | 19 out 2006 | Catalina          | CSS                 | —         | MPC                           |
| 181543               | 2006 UZ189 | 19 out 2006 | Catalina          | CSS                 | —         | MPC                           |
| 181544               | 2006 UH191 | 19 out 2006 | Catalina          | CSS                 | —         | MPC                           |
| 181545               | 2006 UX198 | 20 out 2006 | Kitt Peak         | Spacewatch          | —         | MPC                           |
| 181546               | 2006 US204 | 22 out 2006 | Palomar           | NEAT                | —         | MPC                           |
| 181547               | 2006 UT217 | 31 out 2006 | 7300 Observatory  | W. K. Y. Yeung      | —         | MPC                           |
| 181548               | 2006 UG220 | 16 out 2006 | Kitt Peak         | Spacewatch          | —         | MPC                           |
| 181549               | 2006 US238 | 23 out 2006 | Kitt Peak         | Spacewatch          | —         | MPC                           |
| 181550               | 2006 UF251 | 27 out 2006 | Mount Lemmon      | Mount Lemmon Survey | —         | MPC                           |
| 181551               | 2006 UC254 | 27 out 2006 | Mount Lemmon      | Mount Lemmon Survey | —         | MPC                           |
| 181552               | 2006 UK266 | 27 out 2006 | Kitt Peak         | Spacewatch          | —         | MPC                           |
| 181553               | 2006 UB270 | 27 out 2006 | Mount Lemmon      | Mount Lemmon Survey | —         | MPC                           |
| 181554               | 2006 UH273 | 27 out 2006 | Kitt Peak         | Spacewatch          | —         | MPC                           |
| 181555               | 2006 US273 | 27 out 2006 | Kitt Peak         | Spacewatch          | —         | MPC                           |
| 181556               | 2006 UR275 | 28 out 2006 | Kitt Peak         | Spacewatch          | —         | MPC                           |
| 181557               | 2006 UJ282 | 28 out 2006 | Mount Lemmon      | Mount Lemmon Survey | —         | MPC                           |
| 181558               | 2006 UT282 | 28 out 2006 | Kitt Peak         | Spacewatch          | Eos       | MPC                           |
| 181559               | 2006 US284 | 28 out 2006 | Kitt Peak         | Spacewatch          | —         | MPC                           |
| 181560               | 2006 UY284 | 28 out 2006 | Mount Lemmon      | Mount Lemmon Survey | —         | MPC                           |
| 181561               | 2006 UX286 | 28 out 2006 | Kitt Peak         | Spacewatch          | —         | MPC                           |
| 181562 Paulrosendall | 2006 UT325 | 20 out 2006 | Kitt Peak         | M. W. Buie          | —         | MPC                           |
| 181563               | 2006 UQ329 | 27 out 2006 | Catalina          | CSS                 | —         | MPC                           |
| 181564               | 2006 UJ331 | 17 out 2006 | Catalina          | CSS                 | —         | MPC                           |
| 181565               | 2006 VQ5   | 10 nov 2006 | Kitt Peak         | Spacewatch          | —         | MPC                           |
| 181566               | 2006 VT8   | 11 nov 2006 | Kitt Peak         | Spacewatch          | Brangane  | MPC                           |
| 181567               | 2006 VA9   | 11 nov 2006 | Catalina          | CSS                 | —         | MPC                           |
| 181568               | 2006 VP20  | 9 nov 2006  | Kitt Peak         | Spacewatch          | —         | MPC                           |
| 181569 Leetyphoon    | 2006 VD21  | 9 nov 2006  | Lulin Observatory | H.-C. Lin, Q.-z. Ye | —         | MPC                           |
| 181570               | 2006 VZ21  | 10 nov 2006 | Kitt Peak         | Spacewatch          | —         | MPC                           |
| 181571               | 2006 VT23  | 10 nov 2006 | Kitt Peak         | Spacewatch          | —         | MPC                           |
| 181572               | 2006 VF27  | 10 nov 2006 | Kitt Peak         | Spacewatch          | —         | MPC                           |
| 181573               | 2006 VN45  | 11 nov 2006 | Catalina          | CSS                 | —         | MPC                           |
| 181574               | 2006 VL50  | 10 nov 2006 | Kitt Peak         | Spacewatch          | —         | MPC                           |
| 181575               | 2006 VX56  | 11 nov 2006 | Kitt Peak         | Spacewatch          | —         | MPC                           |
| 181576               | 2006 VC57  | 11 nov 2006 | Kitt Peak         | Spacewatch          | —         | MPC                           |
| 181577               | 2006 VV64  | 11 nov 2006 | Kitt Peak         | Spacewatch          | —         | MPC                           |
| 181578               | 2006 VS72  | 11 nov 2006 | Mount Lemmon      | Mount Lemmon Survey | Brangane  | MPC                           |
| 181579               | 2006 VL73  | 11 nov 2006 | Mount Lemmon      | Mount Lemmon Survey | —         | MPC                           |
| 181580               | 2006 VP77  | 12 nov 2006 | Mount Lemmon      | Mount Lemmon Survey | —         | MPC                           |
| 181581               | 2006 VR87  | 14 nov 2006 | Catalina          | CSS                 | —         | MPC                           |
| 181582               | 2006 VS101 | 12 nov 2006 | Catalina          | CSS                 | —         | MPC                           |
| 181583               | 2006 VH108 | 13 nov 2006 | Palomar           | NEAT                | —         | MPC                           |
| 181584               | 2006 VT113 | 13 nov 2006 | Mount Lemmon      | Mount Lemmon Survey | —         | MPC                           |
| 181585               | 2006 VZ124 | 14 nov 2006 | Kitt Peak         | Spacewatch          | —         | MPC                           |
| 181586               | 2006 VU128 | 15 nov 2006 | Kitt Peak         | Spacewatch          | —         | MPC                           |
| 181587               | 2006 VR134 | 15 nov 2006 | Catalina          | CSS                 | —         | MPC                           |
| 181588               | 2006 VW136 | 15 nov 2006 | Kitt Peak         | Spacewatch          | —         | MPC                           |
| 181589               | 2006 VL138 | 15 nov 2006 | Socorro           | LINEAR              | —         | MPC                           |
| 181590               | 2006 VU138 | 15 nov 2006 | Kitt Peak         | Spacewatch          | —         | MPC                           |
| 181591               | 2006 VS145 | 15 nov 2006 | Catalina          | CSS                 | —         | MPC                           |
| 181592               | 2006 VW146 | 15 nov 2006 | Mount Lemmon      | Mount Lemmon Survey | —         | MPC                           |
| 181593               | 2006 VZ149 | 9 nov 2006  | Palomar           | NEAT                | —         | MPC                           |
| 181594               | 2006 VE154 | 8 nov 2006  | Palomar           | NEAT                | Brangane  | MPC                           |
| 181595               | 2006 VE168 | 15 nov 2006 | Mount Lemmon      | Mount Lemmon Survey | Mitidika  | MPC                           |
| 181596               | 2006 WJ2   | 18 nov 2006 | Pla D'Arguines    | R. Ferrando         | —         | MPC                           |
| 181597               | 2006 WU5   | 16 nov 2006 | Kitt Peak         | Spacewatch          | —         | MPC                           |
| 181598               | 2006 WQ21  | 17 nov 2006 | Mount Lemmon      | Mount Lemmon Survey | —         | MPC                           |
| 181599               | 2006 WC25  | 17 nov 2006 | Mount Lemmon      | Mount Lemmon Survey | —         | MPC                           |
| 181600               | 2006 WN34  | 16 nov 2006 | Kitt Peak         | Spacewatch          | —         | MPC                           |

## 181601–181700
| Designação        | Designação | Descoberta  | Descoberta        | Descobridor(es)     | Categoria | Mais informações / Referência |
| Permanente        | Provisória | Data        | Local             | Descobridor(es)     | Categoria | Mais informações / Referência |
| ----------------- | ---------- | ----------- | ----------------- | ------------------- | --------- | ----------------------------- |
| 181601            | 2006 WA39  | 16 nov 2006 | Kitt Peak         | Spacewatch          | —         | MPC                           |
| 181602            | 2006 WO39  | 16 nov 2006 | Kitt Peak         | Spacewatch          | —         | MPC                           |
| 181603            | 2006 WL42  | 16 nov 2006 | Kitt Peak         | Spacewatch          | —         | MPC                           |
| 181604            | 2006 WE44  | 16 nov 2006 | Mount Lemmon      | Mount Lemmon Survey | —         | MPC                           |
| 181605            | 2006 WY48  | 16 nov 2006 | Mount Lemmon      | Mount Lemmon Survey | —         | MPC                           |
| 181606            | 2006 WY51  | 16 nov 2006 | Kitt Peak         | Spacewatch          | —         | MPC                           |
| 181607            | 2006 WG60  | 17 nov 2006 | Socorro           | LINEAR              | —         | MPC                           |
| 181608            | 2006 WT93  | 19 nov 2006 | Kitt Peak         | Spacewatch          | —         | MPC                           |
| 181609            | 2006 WB98  | 19 nov 2006 | Kitt Peak         | Spacewatch          | —         | MPC                           |
| 181610            | 2006 WW100 | 19 nov 2006 | Socorro           | LINEAR              | —         | MPC                           |
| 181611            | 2006 WJ103 | 19 nov 2006 | Kitt Peak         | Spacewatch          | —         | MPC                           |
| 181612            | 2006 WM105 | 19 nov 2006 | Kitt Peak         | Spacewatch          | —         | MPC                           |
| 181613            | 2006 WC106 | 19 nov 2006 | Kitt Peak         | Spacewatch          | —         | MPC                           |
| 181614            | 2006 WL109 | 19 nov 2006 | Kitt Peak         | Spacewatch          | Themis    | MPC                           |
| 181615            | 2006 WN113 | 20 nov 2006 | Kitt Peak         | Spacewatch          | —         | MPC                           |
| 181616            | 2006 WX129 | 25 nov 2006 | Goodricke-Pigott  | R. A. Tucker        | —         | MPC                           |
| 181617            | 2006 WL141 | 20 nov 2006 | Kitt Peak         | Spacewatch          | —         | MPC                           |
| 181618            | 2006 WX149 | 20 nov 2006 | Kitt Peak         | Spacewatch          | Juno      | MPC                           |
| 181619            | 2006 WZ160 | 23 nov 2006 | Kitt Peak         | Spacewatch          | —         | MPC                           |
| 181620            | 2006 WA167 | 23 nov 2006 | Kitt Peak         | Spacewatch          | —         | MPC                           |
| 181621            | 2006 WC173 | 23 nov 2006 | Kitt Peak         | Spacewatch          | —         | MPC                           |
| 181622            | 2006 WX185 | 17 nov 2006 | Palomar           | NEAT                | Brangane  | MPC                           |
| 181623            | 2006 WO190 | 25 nov 2006 | Mount Lemmon      | Mount Lemmon Survey | —         | MPC                           |
| 181624            | 2006 WO191 | 27 nov 2006 | Catalina          | CSS                 | —         | MPC                           |
| 181625            | 2006 WD193 | 27 nov 2006 | Kitt Peak         | Spacewatch          | —         | MPC                           |
| 181626            | 2006 XY5   | 8 dez 2006  | Palomar           | NEAT                | —         | MPC                           |
| 181627 Philgeluck | 2006 XZ5   | 8 dez 2006  | Tenagra II        | J.-C. Merlin        | —         | MPC                           |
| 181628            | 2006 XJ7   | 9 dez 2006  | Kitt Peak         | Spacewatch          | —         | MPC                           |
| 181629            | 2006 XK8   | 9 dez 2006  | Kitt Peak         | Spacewatch          | —         | MPC                           |
| 181630            | 2006 XA10  | 9 dez 2006  | Kitt Peak         | Spacewatch          | —         | MPC                           |
| 181631            | 2006 XJ11  | 10 dez 2006 | Kitt Peak         | Spacewatch          | —         | MPC                           |
| 181632            | 2006 XP13  | 10 dez 2006 | Kitt Peak         | Spacewatch          | —         | MPC                           |
| 181633            | 2006 XZ17  | 10 dez 2006 | Kitt Peak         | Spacewatch          | Pallas    | MPC                           |
| 181634            | 2006 XW20  | 11 dez 2006 | Catalina          | CSS                 | —         | MPC                           |
| 181635            | 2006 XK22  | 12 dez 2006 | Kitt Peak         | Spacewatch          | —         | MPC                           |
| 181636            | 2006 XT25  | 12 dez 2006 | Mount Lemmon      | Mount Lemmon Survey | —         | MPC                           |
| 181637            | 2006 XC26  | 12 dez 2006 | Catalina          | CSS                 | —         | MPC                           |
| 181638            | 2006 XK33  | 11 dez 2006 | Kitt Peak         | Spacewatch          | —         | MPC                           |
| 181639            | 2006 XR43  | 12 dez 2006 | Kitt Peak         | Spacewatch          | —         | MPC                           |
| 181640            | 2006 XJ47  | 13 dez 2006 | Socorro           | LINEAR              | Brangane  | MPC                           |
| 181641            | 2006 XW48  | 13 dez 2006 | Kitt Peak         | Spacewatch          | —         | MPC                           |
| 181642            | 2006 XU65  | 12 dez 2006 | Palomar           | NEAT                | Ursula    | MPC                           |
| 181643            | 2006 YB5   | 17 dez 2006 | Mount Lemmon      | Mount Lemmon Survey | —         | MPC                           |
| 181644            | 2006 YV7   | 20 dez 2006 | Palomar           | NEAT                | —         | MPC                           |
| 181645            | 2006 YZ46  | 22 dez 2006 | Socorro           | LINEAR              | —         | MPC                           |
| 181646            | 2007 AM16  | 10 jan 2007 | Kitt Peak         | Spacewatch          | Brangane  | MPC                           |
| 181647            | 2007 CT25  | 9 fev 2007  | Kitt Peak         | Spacewatch          | Juno      | MPC                           |
| 181648            | 2007 EE1   | 6 mar 2007  | Palomar           | NEAT                | —         | MPC                           |
| 181649            | 2007 TO333 | 11 out 2007 | Kitt Peak         | Spacewatch          | Mitidika  | MPC                           |
| 181650            | 2007 UF33  | 16 out 2007 | Catalina          | CSS                 | —         | MPC                           |
| 181651            | 2007 UT59  | 30 out 2007 | Mount Lemmon      | Mount Lemmon Survey | —         | MPC                           |
| 181652            | 2007 VO11  | 2 nov 2007  | Catalina          | CSS                 | —         | MPC                           |
| 181653            | 2007 VM99  | 2 nov 2007  | Kitt Peak         | Spacewatch          | —         | MPC                           |
| 181654            | 2007 VD166 | 5 nov 2007  | Kitt Peak         | Spacewatch          | —         | MPC                           |
| 181655            | 2007 VZ189 | 14 nov 2007 | RAS               | A. Lowe             | —         | MPC                           |
| 181656            | 2007 VM231 | 7 nov 2007  | Kitt Peak         | Spacewatch          | —         | MPC                           |
| 181657            | 2007 VB263 | 13 nov 2007 | Kitt Peak         | Spacewatch          | —         | MPC                           |
| 181658            | 2007 VZ268 | 12 nov 2007 | Socorro           | LINEAR              | —         | MPC                           |
| 181659            | 2007 XW1   | 3 dez 2007  | Catalina          | CSS                 | —         | MPC                           |
| 181660            | 2007 YK45  | 30 dez 2007 | Mount Lemmon      | Mount Lemmon Survey | —         | MPC                           |
| 181661            | 2007 YO47  | 29 dez 2007 | Suno              | Suno Obs.           | Brangane  | MPC                           |
| 181662            | 2007 YW55  | 31 dez 2007 | Catalina          | CSS                 | —         | MPC                           |
| 181663            | 2008 AW2   | 7 jan 2008  | Lulin Observatory | LUSS                | —         | MPC                           |
| 181664            | 2008 AW16  | 10 jan 2008 | Kitt Peak         | Spacewatch          | —         | MPC                           |
| 181665            | 2008 AG32  | 12 jan 2008 | Mount Lemmon      | Mount Lemmon Survey | —         | MPC                           |
| 181666            | 2008 AA33  | 13 jan 2008 | Socorro           | LINEAR              | —         | MPC                           |
| 181667            | 2008 AU38  | 10 jan 2008 | Catalina          | CSS                 | —         | MPC                           |
| 181668            | 2008 AX44  | 10 jan 2008 | Kitt Peak         | Spacewatch          | Mitidika  | MPC                           |
| 181669            | 2008 AE62  | 11 jan 2008 | Kitt Peak         | Spacewatch          | —         | MPC                           |
| 181670 Kengyun    | 2008 BO15  | 28 jan 2008 | Lulin Observatory | C.-S. Lin, Q.-z. Ye | —         | MPC                           |
| 181671            | 2008 BO22  | 31 jan 2008 | Mount Lemmon      | Mount Lemmon Survey | —         | MPC                           |
| 181672            | 2008 BV23  | 31 jan 2008 | Mount Lemmon      | Mount Lemmon Survey | —         | MPC                           |
| 181673            | 2008 BM32  | 30 jan 2008 | Catalina          | CSS                 | —         | MPC                           |
| 181674            | 2008 CF52  | 7 fev 2008  | Kitt Peak         | Spacewatch          | —         | MPC                           |
| 181675            | 2008 CC70  | 9 fev 2008  | RAS               | A. Lowe             | —         | MPC                           |
| 181676            | 2213 P-L   | 22 out 1960 | Palomar           | PLS                 | —         | MPC                           |
| 181677            | 2617 P-L   | 24 set 1960 | Palomar           | PLS                 | —         | MPC                           |
| 181678            | 2667 P-L   | 24 set 1960 | Palomar           | PLS                 | —         | MPC                           |
| 181679            | 2724 P-L   | 24 set 1960 | Palomar           | PLS                 | —         | MPC                           |
| 181680            | 4290 P-L   | 24 set 1960 | Palomar           | PLS                 | —         | MPC                           |
| 181681            | 4746 P-L   | 24 set 1960 | Palomar           | PLS                 | —         | MPC                           |
| 181682            | 4786 P-L   | 24 set 1960 | Palomar           | PLS                 | —         | MPC                           |
| 181683            | 4803 P-L   | 24 set 1960 | Palomar           | PLS                 | Mitidika  | MPC                           |
| 181684            | 6330 P-L   | 24 set 1960 | Palomar           | PLS                 | —         | MPC                           |
| 181685            | 6645 P-L   | 27 set 1960 | Palomar           | PLS                 | —         | MPC                           |
| 181686            | 6712 P-L   | 26 set 1960 | Palomar           | PLS                 | —         | MPC                           |
| 181687            | 9568 P-L   | 22 out 1960 | Palomar           | PLS                 | —         | MPC                           |
| 181688            | 2331 T-2   | 30 set 1973 | Palomar           | PLS                 | —         | MPC                           |
| 181689            | 3093 T-2   | 30 set 1973 | Palomar           | PLS                 | Brangane  | MPC                           |
| 181690            | 3174 T-2   | 30 set 1973 | Palomar           | PLS                 | —         | MPC                           |
| 181691            | 4089 T-2   | 29 set 1973 | Palomar           | PLS                 | —         | MPC                           |
| 181692            | 4621 T-2   | 30 set 1973 | Palomar           | PLS                 | —         | MPC                           |
| 181693            | 5096 T-2   | 25 set 1973 | Palomar           | PLS                 | —         | MPC                           |
| 181694            | 1049 T-3   | 17 out 1977 | Palomar           | PLS                 | Eos       | MPC                           |
| 181695            | 3007 T-3   | 16 out 1977 | Palomar           | PLS                 | —         | MPC                           |
| 181696            | 3113 T-3   | 16 out 1977 | Palomar           | PLS                 | —         | MPC                           |
| 181697            | 5185 T-3   | 16 out 1977 | Palomar           | PLS                 | —         | MPC                           |
| 181698            | 5684 T-3   | 16 out 1977 | Palomar           | PLS                 | —         | MPC                           |
| 181699            | 5701 T-3   | 16 out 1977 | Palomar           | PLS                 | —         | MPC                           |
| 181700            | 1981 EG2   | 2 mar 1981  | Siding Spring     | S. J. Bus           | —         | MPC                           |

## 181701–181800
| Designação         | Designação | Descoberta  | Descoberta     | Descobridor(es)          | Categoria | Mais informações / Referência |
| Permanente         | Provisória | Data        | Local          | Descobridor(es)          | Categoria | Mais informações / Referência |
| ------------------ | ---------- | ----------- | -------------- | ------------------------ | --------- | ----------------------------- |
| 181701             | 1981 EP34  | 2 mar 1981  | Siding Spring  | S. J. Bus                | —         | MPC                           |
| 181702 Forcalquier | 1988 RC9   | 15 set 1988 | Haute Provence | E. W. Elst               | —         | MPC                           |
| 181703             | 1988 TS    | 13 out 1988 | Kushiro        | S. Ueda, H. Kaneda       | —         | MPC                           |
| 181704             | 1989 NA    | 2 jul 1989  | Palomar        | E. F. Helin              | —         | MPC                           |
| 181705             | 1989 RY    | 3 set 1989  | Haute Provence | E. W. Elst               | —         | MPC                           |
| 181706             | 1991 UY3   | 31 out 1991 | Kushiro        | S. Ueda, H. Kaneda       | —         | MPC                           |
| 181707             | 1992 EN6   | 1 mar 1992  | La Silla       | UESAC                    | —         | MPC                           |
| 181708             | 1993 FW    | 28 mar 1993 | Mauna Kea      | D. C. Jewitt, J. X. Luu  | —         | MPC                           |
| 181709             | 1993 FD32  | 19 mar 1993 | La Silla       | UESAC                    | —         | MPC                           |
| 181710             | 1993 SO8   | 17 set 1993 | La Silla       | E. W. Elst               | —         | MPC                           |
| 181711             | 1993 SC9   | 22 set 1993 | La Silla       | H. Debehogne, E. W. Elst | —         | MPC                           |
| 181712             | 1993 TQ16  | 9 out 1993  | La Silla       | E. W. Elst               | —         | MPC                           |
| 181713             | 1993 TL27  | 9 out 1993  | La Silla       | E. W. Elst               | —         | MPC                           |
| 181714             | 1993 TM27  | 9 out 1993  | La Silla       | E. W. Elst               | —         | MPC                           |
| 181715             | 1993 TO34  | 9 out 1993  | La Silla       | E. W. Elst               | —         | MPC                           |
| 181716             | 1994 BG2   | 18 jan 1994 | Kitt Peak      | Spacewatch               | —         | MPC                           |
| 181717             | 1994 GD6   | 6 abr 1994  | Kitt Peak      | Spacewatch               | —         | MPC                           |
| 181718             | 1994 ST8   | 28 set 1994 | Kitt Peak      | Spacewatch               | —         | MPC                           |
| 181719             | 1994 UX3   | 26 out 1994 | Kitt Peak      | Spacewatch               | —         | MPC                           |
| 181720             | 1994 YX3   | 31 dez 1994 | Kitt Peak      | Spacewatch               | —         | MPC                           |
| 181721             | 1995 BT10  | 29 jan 1995 | Kitt Peak      | Spacewatch               | —         | MPC                           |
| 181722             | 1995 CU    | 1 fev 1995  | San Marcello   | A. Boattini, L. Tesi     | —         | MPC                           |
| 181723             | 1995 DY6   | 24 fev 1995 | Kitt Peak      | Spacewatch               | —         | MPC                           |
| 181724             | 1995 FX11  | 27 mar 1995 | Kitt Peak      | Spacewatch               | —         | MPC                           |
| 181725             | 1995 FO20  | 31 mar 1995 | Kitt Peak      | Spacewatch               | —         | MPC                           |
| 181726             | 1995 MY6   | 29 jun 1995 | Kitt Peak      | Spacewatch               | —         | MPC                           |
| 181727             | 1995 QB14  | 25 ago 1995 | Kitt Peak      | Spacewatch               | Eunomia   | MPC                           |
| 181728             | 1995 ST10  | 17 set 1995 | Kitt Peak      | Spacewatch               | —         | MPC                           |
| 181729             | 1995 SP16  | 18 set 1995 | Kitt Peak      | Spacewatch               | —         | MPC                           |
| 181730             | 1995 SN49  | 22 set 1995 | Kitt Peak      | Spacewatch               | —         | MPC                           |
| 181731             | 1995 SD60  | 24 set 1995 | Kitt Peak      | Spacewatch               | —         | MPC                           |
| 181732             | 1995 SM67  | 18 set 1995 | Kitt Peak      | Spacewatch               | —         | MPC                           |
| 181733             | 1995 TL4   | 15 out 1995 | Kitt Peak      | Spacewatch               | —         | MPC                           |
| 181734             | 1995 UQ6   | 23 out 1995 | San Marcello   | L. Tesi, A. Boattini     | —         | MPC                           |
| 181735             | 1995 UX16  | 17 out 1995 | Kitt Peak      | Spacewatch               | —         | MPC                           |
| 181736             | 1995 US21  | 19 out 1995 | Kitt Peak      | Spacewatch               | —         | MPC                           |
| 181737             | 1995 UQ43  | 25 out 1995 | Kitt Peak      | Spacewatch               | —         | MPC                           |
| 181738             | 1995 UD50  | 17 out 1995 | Kitt Peak      | Spacewatch               | —         | MPC                           |
| 181739             | 1995 UA78  | 23 out 1995 | Kitt Peak      | Spacewatch               | —         | MPC                           |
| 181740             | 1995 VX8   | 14 nov 1995 | Kitt Peak      | Spacewatch               | —         | MPC                           |
| 181741             | 1995 VG15  | 15 nov 1995 | Kitt Peak      | Spacewatch               | —         | MPC                           |
| 181742             | 1995 WL15  | 17 nov 1995 | Kitt Peak      | Spacewatch               | —         | MPC                           |
| 181743             | 1995 XJ4   | 14 dez 1995 | Kitt Peak      | Spacewatch               | Themis    | MPC                           |
| 181744             | 1995 YT8   | 18 dez 1995 | Kitt Peak      | Spacewatch               | —         | MPC                           |
| 181745             | 1995 YY18  | 22 dez 1995 | Kitt Peak      | Spacewatch               | —         | MPC                           |
| 181746             | 1996 AR10  | 13 jan 1996 | Kitt Peak      | Spacewatch               | —         | MPC                           |
| 181747             | 1996 BV13  | 16 jan 1996 | Kitt Peak      | Spacewatch               | Ursula    | MPC                           |
| 181748             | 1996 DC2   | 26 fev 1996 | Siding Spring  | R. H. McNaught           | —         | MPC                           |
| 181749             | 1996 EX8   | 12 mar 1996 | Kitt Peak      | Spacewatch               | Ursula    | MPC                           |
| 181750             | 1996 FL14  | 19 mar 1996 | Kitt Peak      | Spacewatch               | —         | MPC                           |
| 181751 Phaenops    | 1996 HS12  | 17 abr 1996 | La Silla       | E. W. Elst               | —         | MPC                           |
| 181752             | 1996 JZ6   | 11 mai 1996 | Kitt Peak      | Spacewatch               | —         | MPC                           |
| 181753             | 1996 RM19  | 7 set 1996  | Kitt Peak      | Spacewatch               | —         | MPC                           |
| 181754             | 1996 RW25  | 13 set 1996 | Haleakalā      | NEAT                     | —         | MPC                           |
| 181755             | 1996 TV17  | 4 out 1996  | Kitt Peak      | Spacewatch               | Eos       | MPC                           |
| 181756             | 1996 TO27  | 7 out 1996  | Kitt Peak      | Spacewatch               | —         | MPC                           |
| 181757             | 1996 TL30  | 7 out 1996  | Kitt Peak      | Spacewatch               | —         | MPC                           |
| 181758             | 1996 TQ32  | 10 out 1996 | Kitt Peak      | Spacewatch               | —         | MPC                           |
| 181759             | 1996 TX50  | 4 out 1996  | La Silla       | E. W. Elst               | —         | MPC                           |
| 181760             | 1996 TJ67  | 7 out 1996  | Kitt Peak      | Spacewatch               | —         | MPC                           |
| 181761             | 1996 VR2   | 10 nov 1996 | Sudbury        | D. di Cicco              | —         | MPC                           |
| 181762             | 1996 VX17  | 6 nov 1996  | Kitt Peak      | Spacewatch               | —         | MPC                           |
| 181763             | 1996 VR25  | 10 nov 1996 | Kitt Peak      | Spacewatch               | Mitidika  | MPC                           |
| 181764             | 1996 VH26  | 10 nov 1996 | Kitt Peak      | Spacewatch               | —         | MPC                           |
| 181765             | 1996 XL7   | 1 dez 1996  | Kitt Peak      | Spacewatch               | —         | MPC                           |
| 181766             | 1997 AW14  | 12 jan 1997 | Kleť           | Kleť Obs.                | —         | MPC                           |
| 181767             | 1997 CG7   | 1 fev 1997  | Kitt Peak      | Spacewatch               | —         | MPC                           |
| 181768             | 1997 CQ15  | 6 fev 1997  | Kitt Peak      | Spacewatch               | —         | MPC                           |
| 181769             | 1997 CR25  | 13 fev 1997 | Kitt Peak      | Spacewatch               | —         | MPC                           |
| 181770             | 1997 EF57  | 10 mar 1997 | La Silla       | E. W. Elst               | —         | MPC                           |
| 181771             | 1997 GG3   | 5 abr 1997  | Haleakalā      | NEAT                     | —         | MPC                           |
| 181772             | 1997 LS2   | 6 jun 1997  | Mauna Kea      | C. Veillet               | Phocaea   | MPC                           |
| 181773             | 1997 LH5   | 2 jun 1997  | Kitt Peak      | Spacewatch               | —         | MPC                           |
| 181774             | 1997 LK10  | 7 jun 1997  | La Silla       | E. W. Elst               | —         | MPC                           |
| 181775             | 1997 TW1   | 3 out 1997  | Caussols       | ODAS                     | —         | MPC                           |
| 181776             | 1997 TM6   | 2 out 1997  | Caussols       | ODAS                     | —         | MPC                           |
| 181777             | 1997 TN9   | 2 out 1997  | Kitt Peak      | Spacewatch               | —         | MPC                           |
| 181778             | 1997 UN5   | 21 out 1997 | Kitt Peak      | Spacewatch               | —         | MPC                           |
| 181779             | 1997 US18  | 28 out 1997 | Kitt Peak      | Spacewatch               | —         | MPC                           |
| 181780             | 1997 WH6   | 23 nov 1997 | Kitt Peak      | Spacewatch               | —         | MPC                           |
| 181781             | 1997 YG4   | 23 dez 1997 | Xinglong       | SCAP                     | —         | MPC                           |
| 181782             | 1998 AO11  | 2 jan 1998  | Kitt Peak      | Spacewatch               | —         | MPC                           |
| 181783             | 1998 BV14  | 25 jan 1998 | Modra          | A. Galád                 | —         | MPC                           |
| 181784             | 1998 BO20  | 22 jan 1998 | Kitt Peak      | Spacewatch               | —         | MPC                           |
| 181785             | 1998 BK29  | 25 jan 1998 | Kitt Peak      | Spacewatch               | —         | MPC                           |
| 181786             | 1998 BY38  | 29 jan 1998 | Kitt Peak      | Spacewatch               | —         | MPC                           |
| 181787             | 1998 DF17  | 23 fev 1998 | Kitt Peak      | Spacewatch               | —         | MPC                           |
| 181788             | 1998 DZ17  | 23 fev 1998 | Kitt Peak      | Spacewatch               | —         | MPC                           |
| 181789             | 1998 DD23  | 24 fev 1998 | Kitt Peak      | Spacewatch               | —         | MPC                           |
| 181790             | 1998 DD26  | 23 fev 1998 | Kitt Peak      | Spacewatch               | —         | MPC                           |
| 181791             | 1998 EX9   | 8 mar 1998  | Xinglong       | SCAP                     | —         | MPC                           |
| 181792             | 1998 FD39  | 20 mar 1998 | Socorro        | LINEAR                   | —         | MPC                           |
| 181793             | 1998 HZ4   | 18 abr 1998 | Kitt Peak      | Spacewatch               | —         | MPC                           |
| 181794             | 1998 HF5   | 22 abr 1998 | Kitt Peak      | Spacewatch               | Ursula    | MPC                           |
| 181795             | 1998 HU67  | 21 abr 1998 | Socorro        | LINEAR                   | —         | MPC                           |
| 181796             | 1998 HN122 | 23 abr 1998 | Socorro        | LINEAR                   | —         | MPC                           |
| 181797             | 1998 MR2   | 19 jun 1998 | Socorro        | LINEAR                   | —         | MPC                           |
| 181798             | 1998 MJ40  | 26 jun 1998 | La Silla       | E. W. Elst               | —         | MPC                           |
| 181799             | 1998 OD4   | 24 jul 1998 | Caussols       | ODAS                     | —         | MPC                           |
| 181800             | 1998 QZ4   | 22 ago 1998 | Xinglong       | SCAP                     | —         | MPC                           |

## 181801–181900
| Designação          | Designação | Descoberta  | Descoberta          | Descobridor(es)                      | Categoria | Mais informações / Referência |
| Permanente          | Provisória | Data        | Local               | Descobridor(es)                      | Categoria | Mais informações / Referência |
| ------------------- | ---------- | ----------- | ------------------- | ------------------------------------ | --------- | ----------------------------- |
| 181801              | 1998 QD22  | 17 ago 1998 | Socorro             | LINEAR                               | —         | MPC                           |
| 181802              | 1998 QZ27  | 26 ago 1998 | Kitt Peak           | Spacewatch                           | —         | MPC                           |
| 181803              | 1998 QY73  | 24 ago 1998 | Socorro             | LINEAR                               | —         | MPC                           |
| 181804              | 1998 QO81  | 24 ago 1998 | Socorro             | LINEAR                               | —         | MPC                           |
| 181805              | 1998 QN88  | 24 ago 1998 | Socorro             | LINEAR                               | —         | MPC                           |
| 181806              | 1998 QT95  | 19 ago 1998 | Socorro             | LINEAR                               | —         | MPC                           |
| 181807              | 1998 QA97  | 19 ago 1998 | Socorro             | LINEAR                               | —         | MPC                           |
| 181808              | 1998 QY106 | 25 ago 1998 | La Silla            | E. W. Elst                           | —         | MPC                           |
| 181809              | 1998 RN4   | 14 set 1998 | Socorro             | LINEAR                               | —         | MPC                           |
| 181810              | 1998 RP14  | 14 set 1998 | Kitt Peak           | Spacewatch                           | —         | MPC                           |
| 181811              | 1998 RV14  | 14 set 1998 | Kitt Peak           | Spacewatch                           | —         | MPC                           |
| 181812              | 1998 RH24  | 14 set 1998 | Socorro             | LINEAR                               | —         | MPC                           |
| 181813              | 1998 RC33  | 14 set 1998 | Socorro             | LINEAR                               | —         | MPC                           |
| 181814              | 1998 RS41  | 14 set 1998 | Socorro             | LINEAR                               | —         | MPC                           |
| 181815              | 1998 RX43  | 14 set 1998 | Socorro             | LINEAR                               | —         | MPC                           |
| 181816              | 1998 RD55  | 14 set 1998 | Socorro             | LINEAR                               | —         | MPC                           |
| 181817              | 1998 RL58  | 14 set 1998 | Socorro             | LINEAR                               | —         | MPC                           |
| 181818              | 1998 RX58  | 14 set 1998 | Socorro             | LINEAR                               | —         | MPC                           |
| 181819              | 1998 RM66  | 14 set 1998 | Socorro             | LINEAR                               | —         | MPC                           |
| 181820              | 1998 SM2   | 18 set 1998 | Caussols            | ODAS                                 | Juno      | MPC                           |
| 181821              | 1998 SV7   | 20 set 1998 | Kitt Peak           | Spacewatch                           | —         | MPC                           |
| 181822              | 1998 SQ9   | 17 set 1998 | Xinglong            | SCAP                                 | —         | MPC                           |
| 181823              | 1998 SK12  | 21 set 1998 | Višnjan Observatory | Višnjan Obs.                         | —         | MPC                           |
| 181824 Königsleiten | 1998 SY35  | 24 set 1998 | Drebach             | G. Lehmann, J. Kandler               | —         | MPC                           |
| 181825              | 1998 SR39  | 23 set 1998 | Kitt Peak           | Spacewatch                           | —         | MPC                           |
| 181826              | 1998 SP49  | 22 set 1998 | Bergisch Gladbach   | W. Bickel                            | —         | MPC                           |
| 181827              | 1998 SS50  | 26 set 1998 | Kitt Peak           | Spacewatch                           | —         | MPC                           |
| 181828              | 1998 SU58  | 17 set 1998 | Anderson Mesa       | LONEOS                               | —         | MPC                           |
| 181829              | 1998 SY62  | 25 set 1998 | Xinglong            | SCAP                                 | —         | MPC                           |
| 181830              | 1998 SG80  | 26 set 1998 | Socorro             | LINEAR                               | —         | MPC                           |
| 181831              | 1998 SE84  | 26 set 1998 | Socorro             | LINEAR                               | —         | MPC                           |
| 181832              | 1998 SZ87  | 26 set 1998 | Socorro             | LINEAR                               | —         | MPC                           |
| 181833              | 1998 SW112 | 26 set 1998 | Socorro             | LINEAR                               | —         | MPC                           |
| 181834              | 1998 SW116 | 26 set 1998 | Socorro             | LINEAR                               | —         | MPC                           |
| 181835              | 1998 SU125 | 26 set 1998 | Socorro             | LINEAR                               | —         | MPC                           |
| 181836              | 1998 SS149 | 26 set 1998 | Socorro             | LINEAR                               | —         | MPC                           |
| 181837              | 1998 SF160 | 26 set 1998 | Socorro             | LINEAR                               | —         | MPC                           |
| 181838              | 1998 SQ165 | 18 set 1998 | Catalina            | CSS                                  | —         | MPC                           |
| 181839              | 1998 TM3   | 14 out 1998 | Socorro             | LINEAR                               | —         | MPC                           |
| 181840              | 1998 TS12  | 13 out 1998 | Kitt Peak           | Spacewatch                           | —         | MPC                           |
| 181841              | 1998 TD14  | 14 out 1998 | Kitt Peak           | Spacewatch                           | —         | MPC                           |
| 181842              | 1998 TF16  | 15 out 1998 | Caussols            | ODAS                                 | —         | MPC                           |
| 181843              | 1998 TK20  | 13 out 1998 | Kitt Peak           | Spacewatch                           | —         | MPC                           |
| 181844              | 1998 TG29  | 15 out 1998 | Kitt Peak           | Spacewatch                           | —         | MPC                           |
| 181845              | 1998 TS31  | 11 out 1998 | Anderson Mesa       | LONEOS                               | —         | MPC                           |
| 181846              | 1998 UG2   | 20 out 1998 | Caussols            | ODAS                                 | —         | MPC                           |
| 181847              | 1998 UG10  | 16 out 1998 | Kitt Peak           | Spacewatch                           | —         | MPC                           |
| 181848              | 1998 UT14  | 23 out 1998 | Kitt Peak           | Spacewatch                           | —         | MPC                           |
| 181849              | 1998 UM17  | 17 out 1998 | Xinglong            | SCAP                                 | —         | MPC                           |
| 181850              | 1998 UA47  | 24 out 1998 | Kitt Peak           | Spacewatch                           | —         | MPC                           |
| 181851              | 1998 UX48  | 17 out 1998 | Anderson Mesa       | LONEOS                               | —         | MPC                           |
| 181852              | 1998 VF27  | 10 nov 1998 | Socorro             | LINEAR                               | —         | MPC                           |
| 181853              | 1998 WT11  | 21 nov 1998 | Socorro             | LINEAR                               | —         | MPC                           |
| 181854              | 1998 WT12  | 21 nov 1998 | Socorro             | LINEAR                               | —         | MPC                           |
| 181855              | 1998 WT31  | 18 nov 1998 | Kitt Peak           | M. W. Buie                           | —         | MPC                           |
| 181856              | 1998 XV3   | 9 dez 1998  | Oizumi              | T. Kobayashi                         | —         | MPC                           |
| 181857              | 1998 XH6   | 8 dez 1998  | Kitt Peak           | Spacewatch                           | —         | MPC                           |
| 181858              | 1998 XE7   | 8 dez 1998  | Kitt Peak           | Spacewatch                           | Mitidika  | MPC                           |
| 181859              | 1998 XM10  | 8 dez 1998  | Caussols            | ODAS                                 | —         | MPC                           |
| 181860              | 1998 XU20  | 10 dez 1998 | Kitt Peak           | Spacewatch                           | —         | MPC                           |
| 181861              | 1998 XS33  | 14 dez 1998 | Socorro             | LINEAR                               | —         | MPC                           |
| 181862              | 1998 XF46  | 14 dez 1998 | Socorro             | LINEAR                               | —         | MPC                           |
| 181863              | 1998 XB100 | 12 dez 1998 | Socorro             | LINEAR                               | —         | MPC                           |
| 181864              | 1999 AQ9   | 10 jan 1999 | Xinglong            | SCAP                                 | —         | MPC                           |
| 181865              | 1999 BP32  | 19 jan 1999 | Kitt Peak           | Spacewatch                           | —         | MPC                           |
| 181866              | 1999 CU12  | 14 fev 1999 | Caussols            | ODAS                                 | —         | MPC                           |
| 181867              | 1999 CV118 | 10 fev 1999 | Mauna Kea           | D. C. Jewitt, C. Trujillo, J. X. Luu | Juno      | MPC                           |
| 181868              | 1999 CG119 | 11 fev 1999 | Mauna Kea           | J. X. Luu, C. Trujillo, D. C. Jewitt | —         | MPC                           |
| 181869              | 1999 CA129 | 11 fev 1999 | Socorro             | LINEAR                               | —         | MPC                           |
| 181870              | 1999 CJ145 | 8 fev 1999  | Kitt Peak           | Spacewatch                           | —         | MPC                           |
| 181871              | 1999 CO153 | 12 fev 1999 | Mauna Kea           | C. Trujillo, J. X. Luu, D. C. Jewitt | Vesta     | MPC                           |
| 181872              | 1999 FL90  | 21 mar 1999 | Apache Point        | SDSS                                 | —         | MPC                           |
| 181873              | 1999 GY12  | 12 abr 1999 | Kitt Peak           | Spacewatch                           | —         | MPC                           |
| 181874              | 1999 HW11  | 18 abr 1999 | Kitt Peak           | Kitt Peak Obs.                       | —         | MPC                           |
| 181875              | 1999 JC131 | 13 mai 1999 | Socorro             | LINEAR                               | —         | MPC                           |
| 181876              | 1999 JC135 | 12 mai 1999 | Socorro             | LINEAR                               | —         | MPC                           |
| 181877              | 1999 LZ33  | 11 jun 1999 | Catalina            | CSS                                  | —         | MPC                           |
| 181878              | 1999 OT    | 17 jul 1999 | Bergisch Gladbach   | W. Bickel                            | —         | MPC                           |
| 181879              | 1999 PE2   | 9 ago 1999  | Prescott            | P. G. Comba                          | —         | MPC                           |
| 181880              | 1999 PE7   | 6 ago 1999  | Cerro Tololo        | J. W. Parker                         | —         | MPC                           |
| 181881              | 1999 PB9   | 8 ago 1999  | Anderson Mesa       | LONEOS                               | —         | MPC                           |
| 181882              | 1999 RF14  | 7 set 1999  | Socorro             | LINEAR                               | —         | MPC                           |
| 181883              | 1999 RO21  | 7 set 1999  | Socorro             | LINEAR                               | —         | MPC                           |
| 181884              | 1999 RS28  | 8 set 1999  | Ondřejov            | L. Kotková                           | —         | MPC                           |
| 181885              | 1999 RK32  | 9 set 1999  | Višnjan Observatory | K. Korlević                          | —         | MPC                           |
| 181886              | 1999 RP32  | 9 set 1999  | Eskridge            | G. Bell, G. Hug                      | —         | MPC                           |
| 181887              | 1999 RB55  | 7 set 1999  | Socorro             | LINEAR                               | —         | MPC                           |
| 181888              | 1999 RQ73  | 7 set 1999  | Socorro             | LINEAR                               | —         | MPC                           |
| 181889              | 1999 RQ92  | 7 set 1999  | Socorro             | LINEAR                               | —         | MPC                           |
| 181890              | 1999 RP96  | 7 set 1999  | Socorro             | LINEAR                               | —         | MPC                           |
| 181891              | 1999 RD106 | 8 set 1999  | Socorro             | LINEAR                               | —         | MPC                           |
| 181892              | 1999 RY145 | 9 set 1999  | Socorro             | LINEAR                               | —         | MPC                           |
| 181893              | 1999 RC148 | 9 set 1999  | Socorro             | LINEAR                               | —         | MPC                           |
| 181894              | 1999 RN153 | 9 set 1999  | Socorro             | LINEAR                               | —         | MPC                           |
| 181895              | 1999 RM155 | 9 set 1999  | Socorro             | LINEAR                               | —         | MPC                           |
| 181896              | 1999 RN161 | 9 set 1999  | Socorro             | LINEAR                               | —         | MPC                           |
| 181897              | 1999 RK164 | 9 set 1999  | Socorro             | LINEAR                               | —         | MPC                           |
| 181898              | 1999 RS168 | 9 set 1999  | Socorro             | LINEAR                               | —         | MPC                           |
| 181899              | 1999 RM178 | 9 set 1999  | Socorro             | LINEAR                               | —         | MPC                           |
| 181900              | 1999 RX212 | 9 set 1999  | Socorro             | LINEAR                               | —         | MPC                           |

## 181901–182000
| Designação | Designação | Descoberta  | Descoberta          | Descobridor(es)                      | Categoria | Mais informações / Referência |
| Permanente | Provisória | Data        | Local               | Descobridor(es)                      | Categoria | Mais informações / Referência |
| ---------- | ---------- | ----------- | ------------------- | ------------------------------------ | --------- | ----------------------------- |
| 181901     | 1999 RP214 | 6 set 1999  | Anderson Mesa       | LONEOS                               | —         | MPC                           |
| 181902     | 1999 RD215 | 6 set 1999  | Mauna Kea           | C. Trujillo, J. X. Luu, D. C. Jewitt | —         | MPC                           |
| 181903     | 1999 RE237 | 8 set 1999  | Catalina            | CSS                                  | —         | MPC                           |
| 181904     | 1999 RN254 | 8 set 1999  | Catalina            | CSS                                  | —         | MPC                           |
| 181905     | 1999 SR1   | 20 set 1999 | Ondřejov            | L. Kotková                           | —         | MPC                           |
| 181906     | 1999 SC4   | 29 set 1999 | Višnjan Observatory | K. Korlević                          | —         | MPC                           |
| 181907     | 1999 SC14  | 29 set 1999 | Catalina            | CSS                                  | —         | MPC                           |
| 181908     | 1999 SG19  | 29 set 1999 | Catalina            | CSS                                  | —         | MPC                           |
| 181909     | 1999 TX15  | 12 out 1999 | Ondřejov            | P. Pravec, P. Kušnirák               | —         | MPC                           |
| 181910     | 1999 TR34  | 2 out 1999  | Socorro             | LINEAR                               | —         | MPC                           |
| 181911     | 1999 TQ39  | 3 out 1999  | Catalina            | CSS                                  | —         | MPC                           |
| 181912     | 1999 TP41  | 2 out 1999  | Kitt Peak           | Spacewatch                           | —         | MPC                           |
| 181913     | 1999 TS44  | 3 out 1999  | Kitt Peak           | Spacewatch                           | —         | MPC                           |
| 181914     | 1999 TZ46  | 4 out 1999  | Kitt Peak           | Spacewatch                           | —         | MPC                           |
| 181915     | 1999 TY51  | 4 out 1999  | Kitt Peak           | Spacewatch                           | —         | MPC                           |
| 181916     | 1999 TH53  | 6 out 1999  | Kitt Peak           | Spacewatch                           | —         | MPC                           |
| 181917     | 1999 TP71  | 9 out 1999  | Kitt Peak           | Spacewatch                           | —         | MPC                           |
| 181918     | 1999 TL74  | 10 out 1999 | Kitt Peak           | Spacewatch                           | —         | MPC                           |
| 181919     | 1999 TZ76  | 10 out 1999 | Kitt Peak           | Spacewatch                           | —         | MPC                           |
| 181920     | 1999 TN79  | 11 out 1999 | Kitt Peak           | Spacewatch                           | —         | MPC                           |
| 181921     | 1999 TQ79  | 11 out 1999 | Kitt Peak           | Spacewatch                           | Ursula    | MPC                           |
| 181922     | 1999 TQ80  | 11 out 1999 | Kitt Peak           | Spacewatch                           | —         | MPC                           |
| 181923     | 1999 TD105 | 3 out 1999  | Socorro             | LINEAR                               | —         | MPC                           |
| 181924     | 1999 TW115 | 4 out 1999  | Socorro             | LINEAR                               | —         | MPC                           |
| 181925     | 1999 TW117 | 4 out 1999  | Socorro             | LINEAR                               | —         | MPC                           |
| 181926     | 1999 TT130 | 6 out 1999  | Socorro             | LINEAR                               | —         | MPC                           |
| 181927     | 1999 TM133 | 6 out 1999  | Socorro             | LINEAR                               | —         | MPC                           |
| 181928     | 1999 TE134 | 6 out 1999  | Socorro             | LINEAR                               | —         | MPC                           |
| 181929     | 1999 TR134 | 6 out 1999  | Socorro             | LINEAR                               | —         | MPC                           |
| 181930     | 1999 TD136 | 6 out 1999  | Socorro             | LINEAR                               | —         | MPC                           |
| 181931     | 1999 TJ138 | 6 out 1999  | Socorro             | LINEAR                               | —         | MPC                           |
| 181932     | 1999 TY138 | 6 out 1999  | Socorro             | LINEAR                               | —         | MPC                           |
| 181933     | 1999 TD142 | 7 out 1999  | Socorro             | LINEAR                               | —         | MPC                           |
| 181934     | 1999 TM144 | 7 out 1999  | Socorro             | LINEAR                               | —         | MPC                           |
| 181935     | 1999 TS155 | 7 out 1999  | Socorro             | LINEAR                               | —         | MPC                           |
| 181936     | 1999 TC158 | 7 out 1999  | Socorro             | LINEAR                               | —         | MPC                           |
| 181937     | 1999 TX159 | 9 out 1999  | Socorro             | LINEAR                               | —         | MPC                           |
| 181938     | 1999 TB161 | 9 out 1999  | Socorro             | LINEAR                               | —         | MPC                           |
| 181939     | 1999 TQ163 | 9 out 1999  | Socorro             | LINEAR                               | —         | MPC                           |
| 181940     | 1999 TJ169 | 10 out 1999 | Socorro             | LINEAR                               | Juno      | MPC                           |
| 181941     | 1999 TT173 | 10 out 1999 | Socorro             | LINEAR                               | Ursula    | MPC                           |
| 181942     | 1999 TZ176 | 10 out 1999 | Socorro             | LINEAR                               | —         | MPC                           |
| 181943     | 1999 TT179 | 10 out 1999 | Socorro             | LINEAR                               | —         | MPC                           |
| 181944     | 1999 TN180 | 10 out 1999 | Socorro             | LINEAR                               | —         | MPC                           |
| 181945     | 1999 TC202 | 13 out 1999 | Socorro             | LINEAR                               | —         | MPC                           |
| 181946     | 1999 TM203 | 13 out 1999 | Socorro             | LINEAR                               | —         | MPC                           |
| 181947     | 1999 TG215 | 15 out 1999 | Socorro             | LINEAR                               | —         | MPC                           |
| 181948     | 1999 TP216 | 15 out 1999 | Socorro             | LINEAR                               | —         | MPC                           |
| 181949     | 1999 TF219 | 1 out 1999  | Catalina            | CSS                                  | —         | MPC                           |
| 181950     | 1999 TB226 | 2 out 1999  | Kitt Peak           | Spacewatch                           | —         | MPC                           |
| 181951     | 1999 TA228 | 1 out 1999  | Kitt Peak           | Spacewatch                           | —         | MPC                           |
| 181952     | 1999 TL231 | 5 out 1999  | Catalina            | CSS                                  | —         | MPC                           |
| 181953     | 1999 TH245 | 7 out 1999  | Catalina            | CSS                                  | Ursula    | MPC                           |
| 181954     | 1999 TT263 | 15 out 1999 | Kitt Peak           | Spacewatch                           | —         | MPC                           |
| 181955     | 1999 TE272 | 3 out 1999  | Socorro             | LINEAR                               | —         | MPC                           |
| 181956     | 1999 TV287 | 10 out 1999 | Socorro             | LINEAR                               | —         | MPC                           |
| 181957     | 1999 TA289 | 10 out 1999 | Socorro             | LINEAR                               | —         | MPC                           |
| 181958     | 1999 UL7   | 30 out 1999 | Socorro             | LINEAR                               | —         | MPC                           |
| 181959     | 1999 UG21  | 31 out 1999 | Kitt Peak           | Spacewatch                           | —         | MPC                           |
| 181960     | 1999 UM24  | 28 out 1999 | Catalina            | CSS                                  | —         | MPC                           |
| 181961     | 1999 UA31  | 31 out 1999 | Kitt Peak           | Spacewatch                           | —         | MPC                           |
| 181962     | 1999 UU35  | 31 out 1999 | Kitt Peak           | Spacewatch                           | —         | MPC                           |
| 181963     | 1999 UO37  | 16 out 1999 | Kitt Peak           | Spacewatch                           | —         | MPC                           |
| 181964     | 1999 UE40  | 16 out 1999 | Socorro             | LINEAR                               | —         | MPC                           |
| 181965     | 1999 UN41  | 18 out 1999 | Kitt Peak           | Spacewatch                           | —         | MPC                           |
| 181966     | 1999 UA42  | 20 out 1999 | Socorro             | LINEAR                               | —         | MPC                           |
| 181967     | 1999 UW47  | 30 out 1999 | Catalina            | CSS                                  | —         | MPC                           |
| 181968     | 1999 UW58  | 30 out 1999 | Socorro             | LINEAR                               | —         | MPC                           |
| 181969     | 1999 VU14  | 2 nov 1999  | Kitt Peak           | Spacewatch                           | —         | MPC                           |
| 181970     | 1999 VF17  | 2 nov 1999  | Kitt Peak           | Spacewatch                           | —         | MPC                           |
| 181971     | 1999 VM17  | 2 nov 1999  | Kitt Peak           | Spacewatch                           | —         | MPC                           |
| 181972     | 1999 VD21  | 12 nov 1999 | Farra d'Isonzo      | Farra d'Isonzo                       | —         | MPC                           |
| 181973     | 1999 VS26  | 3 nov 1999  | Socorro             | LINEAR                               | —         | MPC                           |
| 181974     | 1999 VJ30  | 3 nov 1999  | Socorro             | LINEAR                               | —         | MPC                           |
| 181975     | 1999 VK35  | 3 nov 1999  | Socorro             | LINEAR                               | —         | MPC                           |
| 181976     | 1999 VK45  | 4 nov 1999  | Catalina            | CSS                                  | —         | MPC                           |
| 181977     | 1999 VJ64  | 4 nov 1999  | Socorro             | LINEAR                               | —         | MPC                           |
| 181978     | 1999 VV66  | 4 nov 1999  | Socorro             | LINEAR                               | Brangane  | MPC                           |
| 181979     | 1999 VZ66  | 4 nov 1999  | Socorro             | LINEAR                               | —         | MPC                           |
| 181980     | 1999 VZ69  | 4 nov 1999  | Socorro             | LINEAR                               | —         | MPC                           |
| 181981     | 1999 VC71  | 4 nov 1999  | Socorro             | LINEAR                               | —         | MPC                           |
| 181982     | 1999 VO74  | 5 nov 1999  | Kitt Peak           | Spacewatch                           | Ursula    | MPC                           |
| 181983     | 1999 VO80  | 4 nov 1999  | Socorro             | LINEAR                               | —         | MPC                           |
| 181984     | 1999 VF82  | 5 nov 1999  | Socorro             | LINEAR                               | —         | MPC                           |
| 181985     | 1999 VW95  | 9 nov 1999  | Socorro             | LINEAR                               | —         | MPC                           |
| 181986     | 1999 VR104 | 9 nov 1999  | Socorro             | LINEAR                               | —         | MPC                           |
| 181987     | 1999 VQ108 | 9 nov 1999  | Socorro             | LINEAR                               | —         | MPC                           |
| 181988     | 1999 VF110 | 9 nov 1999  | Socorro             | LINEAR                               | —         | MPC                           |
| 181989     | 1999 VW111 | 9 nov 1999  | Socorro             | LINEAR                               | Chloris   | MPC                           |
| 181990     | 1999 VG113 | 9 nov 1999  | Socorro             | LINEAR                               | —         | MPC                           |
| 181991     | 1999 VH121 | 4 nov 1999  | Kitt Peak           | Spacewatch                           | —         | MPC                           |
| 181992     | 1999 VZ125 | 9 nov 1999  | Kitt Peak           | Spacewatch                           | —         | MPC                           |
| 181993     | 1999 VP130 | 9 nov 1999  | Kitt Peak           | Spacewatch                           | Ursula    | MPC                           |
| 181994     | 1999 VO161 | 14 nov 1999 | Socorro             | LINEAR                               | —         | MPC                           |
| 181995     | 1999 VV165 | 14 nov 1999 | Socorro             | LINEAR                               | —         | MPC                           |
| 181996     | 1999 VQ167 | 14 nov 1999 | Socorro             | LINEAR                               | —         | MPC                           |
| 181997     | 1999 VR180 | 6 nov 1999  | Socorro             | LINEAR                               | —         | MPC                           |
| 181998     | 1999 VC212 | 12 nov 1999 | Socorro             | LINEAR                               | —         | MPC                           |
| 181999     | 1999 WG15  | 29 nov 1999 | Kitt Peak           | Spacewatch                           | —         | MPC                           |
| 182000     | 1999 WX20  | 16 nov 1999 | Kitt Peak           | Spacewatch                           | —         | MPC                           |